# محمود احمدی‌نژاد
محمود احمدی‌نژاد (زادهٔ ۶ آبان ۱۳۳۵) سیاستمدار و استاد دانشگاه ایرانی است که از سال ۱۳۸۴ تا ۱۳۹۲ به‌عنوان ششمین رئیس‌جمهور مردم ایران فعالیت کرد. او پیش از این از سال ۱۳۷۲ تا ۱۳۷۶ نخستین استاندار اردبیل و از سال ۱۳۸۲ تا ۱۳۸۴ شهردار تهران بود. او هم‌اکنون استاد دانشگاه علم و صنعت ایران با رتبه دانشیاری و همچنین عضو مجمع تشخیص مصلحت نظام است.
او در سال ۱۳۵۴ برای تحصیل در مهندسی راه و ساختمان وارد دانشگاه علم و صنعت ایران شد. پس از انقلاب ۱۳۵۷، او به عنوان نماینده علم و صنعت در جلسات انجمن‌های اسلامی دانشگاه‌ها شرکت می‌کرد. وی تحصیلات خود را در این دانشگاه تا اخذ دکترای مهندسی عمران ادامه داد و در ۱۳۶۸ به عضویت هیئت علمی دانشگاه علم و صنعت ایران درآمد. او در دهه ۱۳۶۰ فرمانداری ماکو و خوی را بر عهده داشت. وی در ۱۳۷۲ به عنوان نخستین استاندار اردبیل منصوب شد و تا ۱۳۷۶ این سمت را بر عهده داشت. احمدی‌نژاد در سال ۱۳۷۹ برای نمایندگی ششمین دوره مجلس شورای اسلامی از تهران نامزد شد که پیروز نشد.
احمدی‌نژاد در سال ۱۳۸۲ به عنوان شهردار تهران انتخاب شد. او در سال ۱۳۸۴ در انتخابات ریاست جمهوری شرکت کرد و با گفتمان گسترش عدالت، مردمی‌سازی امور و مبارزه با ویژه‌خواری همیشه مدیران با کسب ۱۷ میلیون رأی و با ۲۶٪ اختلاف نسبت به رقیب خود پیروز شد و دولت بهار یا مهرورزی شروع به کار کرد. این پیروزی، روی کار آمدن دوباره راست سنتی بازاری در ایران بود که از زمان دولت رجایی در عرصه سیاسی ایران به حاشیه رفته بود. او در انتخابات ریاست‌جمهوری سال ۱۳۸۸ که در حین و بعد از رای‌گیری مناقشه‌برانگیز شد با ۲۴ میلیون و ۵۹۷ هزار رأی و ۲۹٪ درصد اختلاف نسبت به نامزد بعدی، میرحسین موسوی، پیروز شد و برای دومین بار به عنوان ریاست‌جمهور رای اعتماد گرفت. از مهم‌ترین اقدامات دولت ایران در دوران ریاست احمدی‌نژاد اجرای طرح تحول اقتصادی و طرح هدفمندسازی یارانه‌ها بود که در مرحله اول آن یارانه ناعادلانه روی مصرف بیشتر سوخت، آب، برق و مواد غذایی تدریجاً حذف و به‌طور نقدی به مردم پرداخت شد. با اینکار سیستم پرداخت یارانه با کوپن که در سال ۱۳۸۶ برابر ۷۰ میلیون ایرانی دریافت کننده آن بودند حذف شد. طرفداران محموداحمدی نژاد مدعی تلاش دولت او برای اصلاح ساختار برنامه‌ریزی و بودجه‌ریزی مرکزگرا، غیرپاسخگو، غیرتخصصی و فسادزا ایجاد شده در کشور بود که متمرکز و انحصاری توسط سازمان مدیریت و برنامه‌ریزی وقت انجام می‌شد و تا قبل از این دولت به نماد «دیوان‌سالاری مرکزگرای نفتی و ناکارآمد» کشور تبدیل شده بود. لذا در اواخر سال ۱۳۸۵ دفاتر استانی این سازمان در استانداری‌ها و نهادهای محلی زیرمجموعه آن ادغام شدند تا برنامه و بودجه‌ریزی طرح‌های پیشرفت محلی و پذیرش مسئولیت توسط دستگاه‌ها در همین سطح انجام گردد. در ادامه کارشناسان تشخیص دادند دوباره کاری تخصیص حقوق کارمندان دستگاه‌ها توسط این سازمان ۱۵۰۰ میلیارد تومان هزینه اضافی دوباره کاری و کاغذبازی دارد، لذا اینکار به خود وزارت اقتصاد سپرده شد و در نهایت دفتر مرکزی آن با تغییر نام، با هدف احیای کار فراموش شده اندیشه، برنامه‌ریزی و نظارت کلان در معاونت برنامه‌ریزی و معاونت راهبردی و همچنین انجام کار ارتقای کارایی مدیریت و سرمایه انسانی توسط معاونت توسعه مدیریت و سرمایه انسانی ادغام شد.
از دیگر اقدامات مهم دولت ایران در این دوره، تسهیل جذب سرمایه‌ها به کارهای مهم عمرانی کشور با پروژه‌هایی مثل مسکن مهر در تسهیل خانه‌دار کردن خانواده‌های کم درآمد و طبقه متوسط جامعه، طرح باغ‌شهر برای اصلاح الگوی شهرسازی و معماری کشور (که با سنگ‌اندازی‌ها اجرایی نشد) و سرمایه‌گذاری با اختلاف بی‌سابقه در توسعه تولید و فرآوری گاز طبیعی و نفت در ایران بود که ظرف چند سال با افتتاح این پروژه‌ها ۶۰ درصد تولید انرژی در ایران گازی شد. میزان خرج عواید و دلار نفتی و گازی کسب شده دولت بهار در اقتصاد ایران بعد از دولت حسن روحانی در مقام دوم قرار داشت، ولی با این وجود در این دوره نسبت سرمایه‌گذاری عواید این درآمدهای بین نسلی (مخصوصا در بخش نفت و گاز) نسبت به کل خرج عواید نفت و گاز در اقتصاد کشور، بیشترین در بین دولت‌های بعد از انقلاب اسلامی ۱۳۵۷ شد که گواه این است که دولت نسبت به کارها و سرمایه‌گذاری‌های انجام شده کم خرج اداره شد. در دورهٔ ریاست جمهوری او روابط با کشورهای در حال توسعه به دلیل تمایل بیشتر به همکاری، نسبت به کشورهای غربی توسعه بیشتری یافت که از دلایل اصلی آن تحریم‌های این کشورها به بهانه برنامهٔ هسته‌ای ایران بود که توسط شورای عالی امنیت ملی و با تفاوت نظر با دولت مدیریت می‌شد بود و این صنعت با وجود فشارهای بین‌المللی که منجر به اعمال تحریم‌ها به پیش برده شد. احمدی‌نژاد در انتخابات ریاست‌جمهوری سال ۱۳۹۶، ۱۴۰۰ و ۱۴۰۳ نیز نام‌نویسی کرد، اما همراه سایر همکارانش در دولت نهم و دهم توسط شورای نگهبان تأیید صلاحیت نشد. رد صلاحیت وی همواره با حمایت جریان اصلاحات با موج توهین و تهمت رسانه‌های زنجیره‌ای و حمایت گروهی از اصولگرایان مثل جریان نزدیک به احمد توکلی با اینکار بوده است.

## سال‌های نخستین زندگی

### تولد و کودکی
محمود احمدی‌نژاد در ۶ آبان ۱۳۳۵ در آرادان از توابع گرمسار (واقع در استان سمنان امروزی) به دنیا آمد. پیش از محمود، دو برادر و دو خواهر در این خانواده به دنیا آمدند ولی مرگ یکی از دخترها در دو سالگی باعث شد که وی فرزند چهارم خانواده محسوب شود. پس از محمود، سه دختر دیگر نیز متولد شدند و خانوادهٔ پرجمعیتی شکل گرفت. پدربزرگ او صاحب زمین‌هایی در اطراف گرمسار بود بنابراین بی‌نیاز از کار کردن برای زمین‌داران بزرگ بود با این حال پدر احمدی‌نژاد، سهمی از ارثیهٔ پدری‌اش دریافت نکرد. پدرِ احمدی‌نژاد در هنگام اشغال ایران در جنگ جهانی دوم، سرباز بود و وقتی که سربازها به خانه برگردانده شدند، با دختر همسایه‌شان، که هفت نسل سید بودند، ازدواج کرده است. تصمیم مهاجرت خانوادهٔ احمدی‌نژاد به تهران، پیش از تولد محمود گرفته شده بود و اندکی پس از تولد او، پدرش به همراه دایی‌اش به تهران رفته و مقدمات مهاجرت را فراهم کردند.: ۶–۴ 
محمود پیش از رفتن به مدرسه، سوادِ خواندن را از خواهر بزرگ‌تر خود فرا گرفت. او سپس در کلاس آموزش روخوانی قرآن زیر نظر علی مشکینی شرکت کرد. وی پس از اتمام دبستان، وارد دبیرستان دانشمند شده و در رشتهٔ ریاضی به تحصیل پرداخت. نخستین آشنایی او با مسائل سیاسی، از محل زندگی خود در نارمک آغاز شد. او به همراه پدرش، از خردسالی در برنامه‌های مذهبی مسجد جامع نارمک — که توسط مهدی بازرگان پایه‌گذاری شده بود — حضور می‌یافت و به کتاب‌های مؤسسهٔ «در راه حق» — وابسته به تعدادی از مدرسان حوزه علمیه قم — دست پیدا کرده بود. مسجد جامع نارمک یکی از پایگاه‌های مهم معترضان سیاسی در دهه‌های چهل و پنجاه شمسی و محل رفت‌وآمد دانشجویان نیز بود و احمدی‌نژاد در بعضی از جلسات بحث دانشجویان شرکت می‌کرد. به جز بحث‌های سیاسی، او به همراه دایی‌اش در تمرین‌های ورزش‌های رزمی شرکت می‌کرد، به کلاس زبان می‌رفت و فوتبال جزو جدانشدنیِ آن روزهایش بود.: ۱۲–۷ 

### از ورود به دانشگاه تا انقلاب
به علت هزینهٔ بالای تحصیلات عالی در ایران، قبل از محمود، هیچ‌یک از اعضای خانواده به دانشگاه نرفته بود. با تصویب قانونی که تحصیل در دانشگاه در ازای تعهد خدمت به دولت را رایگان کرد، احمدی‌نژاد تصمیم گرفت که وارد دانشگاه شود. او در سال ۱۳۵۴، درخواست ثبت‌نام را به دانشگاه‌های تهران، پلی‌تکنیک، علم و صنعت ایران، شریف، شیراز، تبریز و مشهد ارسال کرد. احمدی‌نژاد در دانشگاه تهران پذیرفته نشد و در دانشگاه پلی‌تکنیک جزو فهرست ذخیره‌ها قرار گرفت با این حال در دانشگاه علم و صنعت ایران پذیرفته شد. از آن جایی که قصد رفتن به سربازی نداشت، در دانشگاه علم و صنعت ایران ثبت‌نام کرده و منتظر اعلام سایر نتایج نماند.: ۱۳–۱۲  وی با کسب رتبهٔ ۱۳۲ از کنکور سراسری، در رشتهٔ مهندسی راه و ساختمان دانشگاه علم و صنعت ایران پذیرفته شد. همسایگی او با عبدالحمید نقره‌کار که از سال ۱۳۵۵ اجاره‌نشینِ خانهٔ پدری احمدی‌نژاد شده بود، ارتباط احمدی‌نژاد با انقلابی‌های مذهبی را بیشتر کرد. احمدی‌نژاد در ماه رمضان سال‌های ۱۳۵۵ و ۱۳۵۶، به جلسات تفسیر قرآن مجتبی تهرانی می‌رفت. اگرچه این جلسات سیاسی نبود، ولی یکی از مکان‌هایی بود که معترضان می‌توانستند یکدیگر را پیدا کنند. با افزایش فشارهای امنیتی به مسجد جامع نارمک، محل فعالیت افرادی مانند احمدی‌نژاد، به مسجد الرسول واقع در میدان رسالت منتقل شد.: ۱۷–۱۶ 
نخستین اعتراض دانشجویی که احمدی‌نژاد در آن شرکت داشته، اعتراض به تخصیص ظرفیت بیشتر برای دختران ورودی سال ۱۳۵۵ بود. در این سال قرار بود ۲۰٪ ورودی‌ها از روی جنسیت تعیین شوند که بر اثر اعتراض و اعتصابی که دو هفته به طول انجامید، اِعمال سهمیهٔ مجزا برای دختران لغو شد. در این مقطع، دانشجویان چپ‌گرا در قالب چندین گروه سازمان‌دهی شده بودند اما وی، خودش به همراه شش، هفت نفر دیگر از جمله ثمره هاشمی را به عنوان یک گروه مجزا یاد کرده که در مقابل چپ‌ها می‌ایستادند. احمدی‌نژاد تا سال ۱۳۵۶، در چند اعتراض صنفی دیگر از جمله نظارت بر سلف سرویس و واگذاری مسئولیت تریا به دانشجویان شرکت کرد و در تکثیر شب‌نامه‌هایی که تحلیل دانشجویان از وضعیت سیاسی بود، مشارکت می‌کرد.: ۱۵–۱۳  در اسفند ۱۳۵۶ به همراه ۲۹ دانشجوی دیگر و با هزینهٔ دانشگاه به سفر مکه رفتند و این سفر باعث شد که ارتباط وی با دانشجویان چپ کمتر شود. پس از بازگشت از مکه در فروردین ۱۳۵۷، مراسم بزرگداشت کشته‌شدگان تبریز را در دانشگاه برگزار کردند که به درگیری با گارد دانشگاه منجر شد.: ۱۷  بعد از تظاهرات ۱۷ شهریور، دانشگاه به مدت ۲ هفته تعطیل شد و پس از آن نیز معلق شدن کلاس‌ها و درگیری‌های داخل دانشگاه تا بهمن‌ماه ادامه داشت. تا زمان انقلاب، احمدی‌نژاد ۵ ترم از تحصیلات دانشگاهی و تنها ۶۸ واحد درسی را گذراند در حالی که ۲ ترم آخر از ۵ ترم را نیز با حذف درس‌ها سپری کرده بود. این وضعیت تا سال ۱۳۶۲ و بازگشت او به دانشگاه، پابرجا بود. احمدی‌نژاد در سال ۱۳۵۷ علاوه بر دانشجویی، تدریس تعلیمات دینی و ورزش در دبیرستان جهان‌آرا را آغاز کرد و جزو جوانانی بود که توسط انجمن اسلامی معلمان برای استقبال از سید روح‌الله خمینی سازماندهی شد.: ۱۹ 
احمدی‌نژاد در دوران دانشجویی عضو انجمن اسلامی و تیم فوتبال دانشگاه علم و صنعت ایران بود. او از هدایت‌کنندگان اصلی طیف فکری طرفداران خط امام در انجمن اسلامی بود، و به فعالیت‌های سیاسی می‌پرداخت. سید مجتبی ثمره هاشمی، صادق محصولی، مسعود زریبافان و علیرضا علی‌احمدی از دوستان دوران دانشجویی احمدی‌نژاد بودند. در سال ۱۳۶۵، پس از فارغ‌التحصیل شدن در مقطع لیسانس در همان سال (پس از ۱۱ سال)، در مقطع کارشناسی ارشد همان دانشگاه پذیرفته شد و در سال ۱۳۶۸ نیز به عضویت در هیئت علمی دانشکده عمران دانشگاه علم و صنعت ایران درآمد. در سال ۱۳۷۶ و هم‌زمان با داشتن سمت استانداری اردبیل و مشاور فرهنگی وزیر فرهنگ و آموزش عالی مدرک تحصیلی دکترا در رشته مهندسی و برنامه‌ریزی حمل و نقل ترافیک را به دست آورد. وی طی تدریس در این دانشگاه، پژوهش‌های علمی، راهنمایی چند پایان‌نامه کارشناسی ارشد در زمینه‌های مختلف مهندسی حمل و نقل را، بر عهده داشته است.

## از انقلاب تا پایان جنگ

### تشکیل انجمن اسلامی دانشجویان
پس از پیروزی انقلاب ۱۳۵۷، گروه‌های مختلف دانشجویی برای این که امکان اظهارنظر در امور مختلف را پیدا کنند، نیاز به تشکیلات داشتند. انجمن‌های اسلامی دانشجویان پیش از سال ۱۳۵۴ برچیده شده بودند و دانشجویان ضرورت احیای انجمن‌های اسلامی را احساس می‌کردند. دانشجویان اکثر دانشگاه‌ها، بازسازی انجمن‌های اسلامی را در اسفند ۱۳۵۷ آغاز کردند که دانشگاه علم و صنعت نیز از آن جمله بود. دودستگی بین دانشجویان هنگام نگارش اساس‌نامه موجب تشکیل دو انجمن شد. دانشجویانی که گرایش به مجاهدین خلق داشتند، اصرار بر افزودن عبارت «مبارزه با ارتجاع» را داشته و «انجمن دانشجویان مسلمان» را تأسیس کردند. از سوی دیگر، احمدی‌نژاد به همراه سید مجتبی ثمره هاشمی، سید جواد وزیری و سید امیرمنصور برقعی انتخابات دیگری برای تأسیس «انجمن اسلامی دانشجویان» برگزار کردند که احمدی‌نژاد یکی از منتخبان هیئت مؤسس شد. وی از ابتدای سال ۱۳۵۸ تقریباً شبانه‌روزی در دانشگاه حاضر بود و از طریق ثمره هاشمی که پیوند خانوادگی با محمدجواد باهنر — یکی از اعضای شورای انقلاب اسلامی — داشت، اخبار و اطلاعات را دریافت می‌کرد. عمدهٔ فعالیت‌های احمدی‌نژاد و دوستانش شامل برگزاری سخنرانی، برگزاری کوه‌نوردی با دانش‌آموزان (به تقلید از مشی گروه‌های چپ) و اعلام موضع دربارهٔ همه چیز بود. امیر محبیان در سال ۱۳۹۰ مدعی شد که احمدی‌نژاد در دوران دانشجویی از گردانندگان اصلی نشریهٔ طنزِ «جیغ و داد» بود که برای تمسخر جریان‌های چپ دانشجویی منتشر می‌شد با این حال احمدی‌نژاد در سال ۱۳۹۷ طی مصاحبه‌ای گفت که هرگز نقشی در انتشار جیغ و داد نداشت.: ۲۱–۱۹ 

### تأسیس دفتر تحکیم وحدت
در تابستان ۱۳۵۸، «گروه روستا» توسط تعدادی از دانشجویان دانشگاه علم و صنعت شکل گرفت تا به کشاورزی در روستاها کمک کنند که احمدی‌نژاد نیز در یکی دو سفر با آنان همراه شد. به دنبال تشکیل جهاد سازندگی، همین دانشجویان تحت عنوان جهاد سازندگی به فعالیت خود ادامه دادند. اندکی بعد، گروهی از دانشجویان از جمله احمدی‌نژاد، برای ارائهٔ گزارش فعالیت‌های جهادی به قم رفتند تا با رهبر دیدار کنند و از او درخواست تعیین نماینده‌ای برای ارتباط تشکل‌های دانشجویی با ایشان کنند با این حال، وی از دانشجویان می‌خواهد که ابتدا تشکیلاتی برای خودشان درست کنند تا نمایندهٔ موردنظر دانشجویان، برای این تشکیلات تعیین شود. اعضای تشکل‌های اسلامی دانشجویان به مدت ۳ روز در دانشگاه پلی‌تکنیک مشغول مذاکره و تدوین اساس‌نامه شدند که سرانجام دفتر تحکیم وحدت به عنوان یک نهاد بین‌دانشگاهی تأسیس شد. در انتخابات داخلی دفتر تحکیم وحدت، احمدی‌نژاد به عضویت شورای مرکزی ۷ نفره درآمد. او به همراه ابراهیم اصغرزاده، محسن میردامادی و حبیب‌الله بیطرف به دیدار دوباره با رهبر رفتند تا اساس‌نامهٔ دفتر تحکیم وحدت را عرضه کنند. در این دیدار، اکبر هاشمی رفسنجانی به عنوان نمایندهٔ رهبر برای ارتباط با دانشجویان تعیین شد اما برخی از اعضای شورای مرکزی، رفسنجانی را طرفداری سرمایه‌داری می‌دانستند و با دیدار با او مخالف بودند. احمدی‌نژاد می‌گوید که مخالفان را راضی کرد تا دیدار با رفسنجانی انجام شود. با این حال، رفسنجانی آن‌ها را به سید علی خامنه‌ای ارجاع داد.: ۲۲–۲۱ 
شورای مرکزی دفتر تحکیم وحدت تصمیم گرفت که جلسات هفتگی خود را به جای حضور یک نماینده از سوی رهبر، با حضور ۵ نفر شامل خامنه‌ای، حبیبی، بنی‌صدر، موسوی خوئینی‌ها و مجتهد شبستری برگزار کند. واقعهٔ اشغال سفارت آمریکا که روز ۱۳ آبان ۱۳۵۸ انجام شد، محصول همین جلسات بود. احمدی‌نژاد از ابتدا با اشغال سفارت آمریکا مخالف بود و این سؤال را مطرح می‌کرد که «چرا باید سفارت آمریکا را اشغال کرد ولی سفارت شوروی را نه؟» پیشنهاد جایگزین او، راهپیمایی دانشجویان به سمت قم بود ولی با موافقت شورای مرکزی روبرو نشد. عدم همراهیِ نمایندگان سه دانشگاه از جمله دانشگاه علم و صنعت در اشغال سفارت آمریکا، باعث اعتراض دانشجویانِ آن دانشگاه‌ها شد ولی احمدی‌نژاد جایگاه‌اش در شورای مرکزی را از دست نداد. دو دستگی بین دانشجویان منجر به اعلام موجودیت دانشجویان مسلمان پیرو خط امام شد و اهمیت دفتر تحکیم وحدت تقریباً از بین رفت.: ۲۵–۲۲ 

### ادعای شرکت در گروگان‌گیری سفارت آمریکا
پس از انتخاب محمود احمدی‌نژاد به ریاست جمهوری چند نفر از کارمندان سفارت آمریکا که در جریان تصرف سفارت آمریکا به گروگان گرفته شده بودند، احمدی‌نژاد را یکی از گروگان‌گیرها معرفی کردند. علاوه بر این برخی گروه‌های بسیجی در ایران نیز وی را از شرکت کنندگان در این واقعه نام برده بودند. با این حال سازمان سیا معتقد است که هیچ مدرکی تاکنون دال بر این ادعاها قابل اثبات نبوده است.
این موضوع بلافاصله از سوی تعدادی از دانشجویان فعال در ماجرای اشغال سفارت آمریکا رد شد. ابراهیم اصغرزاده نیز از مخالفت احمدی‌نژاد با پیشنهاد تصرف سفارت آمریکا خبر داد. ابراهیم اصغرزاده اظهار داشت: «احمدی‌نژاد کمونیسم را خطر جدی‌تری می‌پنداشت و به جای آن اشغال سفارت شوروی را پیشنهاد می‌کرد.» به همین جهت ابراهیم اصغرزاده، محسن میردامادی و حبیب‌الله بیطرف همگی مصمم شده و احمدی‌نژاد را از عملیات خارج کردند. البته ایده حمله به سفارت شوروی را کسی جدی نگرفت. عباس عبدی نیز گفت احمدی‌نژاد پس از اشغال سفارت می‌خواست به ما بپیوندد، اما ما اجازه ندادیم وارد سفارت شود یا به گروه ما بپیوندد.

### نام خانوادگی
در تصاویری که از صفحه آخر شناسنامه محمود احمدی‌نژاد منتشر شده، توضیحاتی در مورد تغییر نام خانوادگی وی دیده می‌شود. رابرت تیت، خبرنگار روزنامه گاردین نوشت که نام خانوادگی قبلی او «صبورچیان» (به معنای رنگرز) بوده است. داود احمدی‌نژاد برادر او نیز در مصاحبه خود با روزنامه شرق اعلام داشت که نام خانوادگی آن‌ها صباغیان بوده است. خود او نیز در مصاحبه‌ای در مقابل سؤال اردشیر احمدی دربارهٔ نام خانوادگی خود اظهار کرد که صبّاغیان نام فامیلی آن‌ها بوده است و نه صبورچیان. دلیل انتخاب صبّاغیان را هم بخاطر شغل پدربزرگ خود عنوان نمود.

### دهه شصت
احمدی‌نژاد در دههٔ شصت خورشیدی، چهار سال سمت معاون و فرماندار ماکو و خوی در استان آذربایجان غربی و دو سال سمت مشاور استاندار کردستان را بر عهده داشت.

### دعاوی شرکت در ترور قاسملو
پس از آنکه پیتر پلز سخنگوی حزب سبز اتریش اعلام کرد که احمدی‌نژاد در ترور عبدالرحمان قاسملو دبیرکل حزب دموکرات کردستان ایران در وین نقش داشته است، سخنگوی وزارت کشور اتریش اعلام کرد که تحقیقاتی را در این زمینه آغاز خواهد کرد. این موضوع توسط دو نفر از چهره‌های اطلاعاتی اصلاح طلب، سعید حجاریان و علی ربیعی (عضو شورای عالی امنیت ملی) تکذیب شد.

### حضور در جنگ
به نوشته تابناک وی در دوران جنگ ایران و عراق به عنوان داوطلب بسیج در قسمت‌های متعدد جبهه به ویژه مهندسی حضور پیدا کرد.

## استانداری اردبیل
احمدی‌نژاد در سال ۱۳۷۲، در دولت دوم اکبر هاشمی رفسنجانی در شرایطی که به عنوان مشاور فرهنگی وزیر فرهنگ و آموزش عالی فعالیت می‌کرد به سمت استانداری استان تازه تأسیس اردبیل برگزیده شد و تا پایان کار دولت دوم رفسنجانی (سال ۱۳۷۶) این سمت را بر عهده داشت. برخی اقدامات و دستاوردهای او در زمان استانداری به شرح زیر است:
- راه‌اندازی تشکیلات اداری استان
- انتخاب به عنوان استاندار نمونه کشور در سه سال متوالی
- استانداری برتر در زمینه فعالیت عمرانی
- بازسازی ۷۵۰۰ واحد مسکونی تخریب شده در جریان زلزله اردبیل در طول ۷ ماه[۲۸]

اقدامات احمدی‌نژاد در بازسازی سریع خانه‌های تخریب‌شده در زمان زلزله اردبیل در سال ۱۳۷۵ که هزار کشته به جای گذاشت، مورد تقدیر قرار گرفت؛ ولی در آرای انتخابات ریاست جمهوری در استان اردبیل او از میان هفت کاندیدای انتخاباتی رتبه ششم را به دست آورد، منتقدان او، این رأی را نشانه نارضایتی مردم اردبیل از استانداری او دانستند.
احمدی‌نژاد در انتخابات دوره ششم ریاست جمهوری و دورهٔ دوم هاشمی رفسنجانی، زمانی که استاندار اردبیل بود، از مسئولان ستاد تبلیغاتی هاشمی در تهران بود.
در زمان استانداری اردبیل، شکایت وی مبنی بر نشر اکاذیب از روزنامه سلام، همراه با کیفرخواست یکی از اعضای موتلفه از طرف نمایندگان، در روند تعطیلی روزنامه سلام در تیرماه ۱۳۸۷ مؤثر بود. این در حالی بود که وزارت اطلاعات به عنوان شاکی اصلی، شکایت خود را از روزنامه سلام پس گرفته بود.
وی پس از پایان فعالیت در اردبیل، در سال ۱۳۷۷ کاندیدای نخستین دوره انتخابات شورای شهر تهران و در سال ۱۳۷۸ کاندیدای ششمین دوره انتخابات مجلس شورای اسلامی از تهران زیر عنوان «فهرست ۳۰ نفره ائتلاف خط امام و رهبری» در کنار هاشمی رفسنجانی، علی لاریجانی و غلامعلی حدادعادل بود که در هر دو انتخابات ناکام شد. وی همچنین متهم به دستکاری در نتیجه انتخابات از طرف شورای نگهبان است. او رئیس ستاد انتخاباتی اکبر هاشمی رفسنجانی در انتخابات دوره ششم مجلس شورای اسلامی در منطقه نارمک بود.

## شهرداری تهران

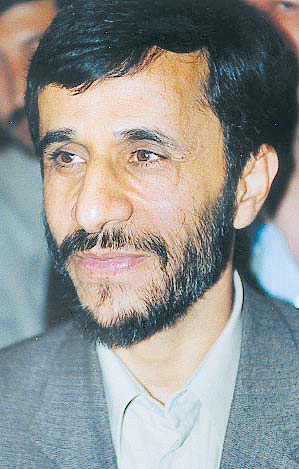
محمود احمدی‌نژاد در زمان تصدی شهرداری تهران، ۲۲ مه ۲۰۰۳

احمدی‌نژاد در ۱۳ اردیبهشت ۱۳۸۲ و به دنبال پیروزی فهرست آبادگران در انتخابات دوم شورای اسلامی شهر تهران با ۱۲ رای به عنوان شهردار این شهر توسط این شورا انتخاب شد. احمدی‌نژاد در دوره شهرداری اقداماتی چون جایگزین کردن تعداد زیادی از چراغ‌های قرمز و تقاطع‌ها با دور برگردان، تلاش ناموفق برای پلمپ نمایشگاه بین‌المللی تهران، تغییر مدیریت و محتوای روزنامه همشهری، صدور مجوز ساخت برج‌باغ‌ها، تقویت و تأسیس مراکز مذهبی و دسته‌های سینه زنی در شهرداری و برگزاری سالانه نمایشگاه عطر سیب، برخورد با فرهنگسراها به عنوان محل فساد و منکر، و تعطیل کردن برخی مراکز فرهنگی شهرداری چون خانه تئاتر، اداره تئاتر، آموزشگاه مجسمه‌سازی، تئاتر نصر و تئاتر پارس بود. در انتها مدیریت وی، ۳۲۰ میلیارد تومان از حساب سازمان فرهنگی هنری مفقود شد.

## انتخابات ریاست‌جمهوری

### انتخابات ریاست‌جمهوری دوره نهم ۱۳۸۴
وی در نهمین دوره انتخابات ریاست جمهوری ایران، با شعار انتخاباتی «می‌شود و می‌توانیم» وارد عرصه رقابت شد.

#### شعارها و برنامه‌ها برای انتخابات
از مهم‌ترین برنامه‌ها و شعارهای انتخاباتی وی می‌توان به موارد زیر اشاره کرد:
- دولت کارآمد و عدالت‌گستر
- عدم وجود حرکت سختگیرانه در مورد حجاب بانوان ایرانی
- سلامت مدیران
- مبارزه با فساد اداری
- پیشگیری از بروز شکاف بین دولت و مردم
- تشکیل «دولت اسلامی»
- تثبیت و تقویت آرمان‌خواهی و برائت از ایده‌آلیسم
- گفتمان خدمت به جای قدرت
- علمی‌کردن مدیریت
- کاهش نرخ تورم از طریق کاهش هزینه‌های دولت و کاهش نرخ سود بانکی
- بسط توسعه سیاسی از طریق بالا بردن قدرت نقد و مشارکت مردم
- اولویت دادن به تولید داخلی
- حضور دولت در هر استان برای حل مشکلات بخشی
- کاهش تصدی‌گری دولت
- بالندگی فرهنگ از طریق تقویت هویت ملی و تاریخی و اسلامی ایران
- ایجاد فضای آرمانی و آرمان‌خواهی در کشور برای مقابله با معضلات فرهنگی

گفتگوی بدون واسطه با مردم و کاستن از سفرهای غیرضروری خارجی و خودداری از همراه بردن خانواده و افراد غیرلازم در سفرهای خارجی، بخش‌هایی از وعده‌هایی بود که احمدی‌نژاد قبل و بعد از انتخاب به ریاست جمهوری در این زمینه به مردم ایران داد.
«دیده شدن پول نفت بر سر سفره‌های مردم» یکی از شعارهای انتخاباتی محمود احمدی‌نژاد بود. وی در نخستین سخنرانی پس از پیروزی در انتخابات باز هم وعده دیده شدن پول نفت بر سر سفره مردم را اعلام کرد. وی گفت که صنعت نفت ایران در اختیار یک خانواده خاص است که در جریان انتخابات از آن به نفع خود سوءاستفاده کرده‌اند. او شفاف‌سازی صنعت نفت و گاز ایران و مبارزه با مافیا را از اهداف خود اعلام کرد: «فضای حاکم بر قراردادهای (نفتی) ما در زمینه تولید و صادرات روشن نیست. ما باید آن را شفاف سازیم.» او هیچگاه آنچه را که مافیای نفت می‌نامید روشن نساخت و در دوران ریاست جمهوری اش چندین قرار داد نفتی را در اختیار سپاه پاسداران قرار داد و اختیار فروش نفت را نیز برخلاف قانون به بنیاد مستضعفان سپرد.
به گفتهٔ او، این در قالب طرح سهام عدالت عملی شده، و به زودی سود این سهام نیز، عاید ۲ دهک پایین جامعه، بازنشستگان و دیگر کسانی که مستحق دریافت این سهام بوده‌اند، می‌شود.
وی در دور اول با کسب ۱۹٪ آرا پس از اکبر هاشمی رفسنجانی(۲۱٪) یعنی با کسب ۵ میلیون و ۷۱۱ هزار و ۶۹۶ رأی یعنی ۵۰۰ هزار و ۲۴۱ رأی کمتر از اکبر هاشمی رفسنجانی نفر دوم شد، و به دور دوم انتخابات راه یافت. در دور دوم، با کسب ۱۷ میلیون و با فاصله ۷ میلیونی از هاشمی رفسنجانی توانست رئیس‌جمهور ایران شود.

### انتخابات ریاست‌جمهوری دوره دهم ۱۳۸۸
در این دوره احمدی‌نژاد با وارد کردن اتهام‌های اقتصادی به خانوادهٔ اکبر هاشمی رفسنجانی و همچنین خانوادهٔ علی‌اکبر ناطق نوری و محسن صفایی فراهانی در مناظره با میرحسین موسوی خبرساز شد.
وی در این انتخابات که با مشارکت ۸۵٪ واجدان شرایط، بیشترین مشارکت مردمی در انتخابات‌های ریاست جمهوری ایران را شاهد بود، با کسب ۲۴٬۵۹۲٬۷۹۳ رأی و ۶۲٪ آرا پیروز شد. سه تن از کاندیداهای رقیب وی یعنی میرحسین موسوی، مهدی کروبی و محسن رضایی نتیجه انتخابات را زیر سؤال بردند و بزرگ‌ترین اعتراض ایرانیان سراسر جهان علیه جمهوری اسلامی طی ۳۰ سال پیش از آن تاریخ شکل گرفت. محسن رضایی در هفته دوم پس از انتخابات به علت «شرایط ویژه کشور» از پیگیری شکایتش منصرف شد و بعدها با نفی تقلب در انتخابات گفت «ما باید به به سازوکارهای قانون اساسی احترام می‌گذاشتیم.» شورای نگهبان به عنوان مرجع رسمی رسیدگی به شکایات و اعتراض‌ها پس از بررسی، در گزارش تفصیلی خود صحت دهمین دوره انتخابات ریاست‌جمهوری را تأیید کرد. ولی کمیته صیانت از آرای میرحسین موسوی شورای نگهبان را متهم به چشم‌پوشی از تخلفات انتخاباتی و ارائه اطلاعات نادرست کرد. یک عضو ستاد انتخاباتی محسن رضایی به اظهارات سخنگوی شورای نگهبان مبنی بر کاهش آرای محسن رضایی در بازشماری آرا واکنش نشان داد و او را به خلاف گویی متهم کرد. در اعتراضات به نتیجهٔ انتخابات این دوره، در روز ۲۵ خرداد ۱۳۸۸ حدود ۳ میلیون نفر از معترضان با حضور میرحسین موسوی و اصلاح‌طلبان دیگری چون محمد خاتمی (رئیس‌جمهور سابق ایران) و مهدی کروبی (دیگر نامزد معترض انتخابات) در راهپیمایی بزرگی در خیابان‌های مرکزی تهران، تا میدان آزادی شرکت کردند که بزرگ‌ترین راهپیمایی ضد دولتی از زمان انقلاب بهمن ۱۳۵۷ لقب گرفت. هنگام پایان راهپیمایی، با آتش‌گشودن عده‌ای از نیروهای شبه‌نظامی در میدان آزادی، تعدادی از مردم کشته و زخمی شدند و در بامداد همان روز با حملهٔ خشونت‌بار نیروهای شبه‌نظامی به کوی دانشگاه تهران و سایر دانشگاه‌ها، تعدادی از دانشجویان کشته و زخمی شدند. پس از آن در روزهای ۲۶، ۲۷ و ۲۸ خرداد نیز، راهپیمایی‌های گسترده و آرام معروف به «راهپیمایی‌های سکوت»، با شرکت صدها هزار تن از معترضان در تهران برگزار شد.

## تشکیل دولت

### دور اول

#### آغاز ریاست جمهوری

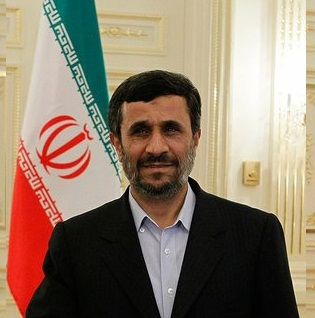
احمدی‌نژاد در ۱۸ نوامبر ۲۰۱۰

احمدی‌نژاد در تاریخ ۲۵ مرداد ۱۳۸۴ متن کامل برنامهٔ دولت خود را اعلام کرد. او دولت خود را «دولت مهرورزی» یا «دولت مهر» نامید.

#### گزینش وزرا
احمدی‌نژاد در تاریخ ۲۳ مرداد ۱۳۸۴ کابینهٔ پیشنهادی خود را به مجلس معرفی کرد. یکی از شروط گزینش وزرا از سوی احمدی‌نژاد موافقت آنان با مفاد میثاق‌نامه‌ای تحت عنوان «میثاق‌نامهٔ دولت اسلامی» و امضای آن بود. برخلاف بسیاری از پیش‌بینی‌ها مبنی بر انتخاب تمامی نامزدها از سوی مجلس شورای اسلامی، نمایندگان پس از تحقیق و بحث پیرامون وزیران پیشنهادی، در تاریخ ۲ شهریور ۱۳۸۴ چهار تن از آنان را فاقد صلاحیت احراز پست وزارت تشخیص داده و به بقیه رأی اعتماد دادند. اشعری، علی‌احمدی، هاشمی و سعیدلو که به ترتیب برای وزارتخانه‌های آموزش و پرورش، تعاون، رفاه و تأمین اجتماعی و نفت پیشنهاد داده شده بودند موفق به کسب رأی اعتماد از مجلس نشدند.
احمدی‌نژاد طبق قانون اساسی، سه ماه فرصت داشت تا افراد دیگری را به جای نامزدهای رد صلاحیت شده به مجلس پیشنهاد بدهد.
وی دو وزیر فرهنگ و ارشاد اسلامی و اطلاعات کابینهٔ نهم را ۸ روز پیش از پایان کار دولت نهم عزل کرد.

### دور دوم
احمدی‌نژاد برنامه‌های اقتصادی خود را بر اساس آنچه اقتصاد اسلامی و اقتصاد عدالت محور خوانده بود، پایه‌ریزی کرد و با شعار امتداد مهر و آوردن پول نفت بر سر سفره‌های مردم نظر مردم را به خود جلب کرد و اجرای طرح‌های طرح تحول اقتصادی، احداث بنگاه‌های زود بازده، طرح مسکن مهر، طرح هدفمندسازی یارانه‌ها و صندوق مهر را در اولویت کاری در هشت سال مدیریت خود قرار داد.

#### امضای حکم ریاست جمهوری
حکم ریاست جمهوری احمدی‌نژاد در روز ۱۲ مرداد ۱۳۸۸ از سوی رهبر جمهوری اسلامی امضاء شد و او دو روز بعد در محل مجلس شورای اسلامی سوگند خورد. در این دو مراسم برای نخستین بار در تاریخ جمهوری اسلامی، رئیس‌جمهور اسبق و نیز رئیس مجلس خبرگان رهبری و دو تن از رقبای انتخاباتی او حضور نداشتند. محسن رضایی رقیب دیگر او هم اعلام کرد برای احترام به رهبری در مراسم شرکت می‌کند.

#### گزینش وزرا
او در تاریخ جمهوری اسلامی ایران تنها رئیس‌جمهوری است که ۳ زن را برای تصدی مقام وزارت به مجلس معرفی کرد که فقط یکی از آن‌ها (وزیر پیشنهادی بهداشت) موفق به اخذ رأی اعتماد شد. بررسی رأی اعتماد وزیران پیشنهادی کابینهٔ دوم وی، از روز یک‌شنبه ۸ شهریور ۱۳۸۸ در مجلس آغاز شد.

## عملکرد دولت

### سیاست داخلی

#### آزادی‌های اجتماعی
وی پیش و پس از پیروزی، بارها خود را از حامیان آزادی‌های اجتماعی معرفی کرده و گفت هنگامی‌که رقبای چپ گرایش در سال‌های اول انقلاب با جوانان برخورد می‌کرده‌اند وی با آنان مخالفت می‌کرده: «همین آقایان مینی‌بوس سر خیابان‌های تهران می‌گذاشتند و سرباز می‌گذاشتند که آرایش‌های خانم‌های مردم را کنترل کنند و هر کدام غلیظ بود، سوار مینی‌بوس کنند و ما معترض بودیم که اینها خلاف شرع است. حق ندارید با مردم این‌گونه برخورد کنید، اینها مردم ما هستند». پس از بحث‌های مطرح شده راجع به طرح ارتقای امنیت اجتماعی فرمانده نیروی انتظامی (احمدی مقدم) عنوان کرد اختیار تعیین نوع پوشش مردم در طرح ابلاغی توسط احمدی‌نژاد به پلیس داده شده است و او در جریان جزئیات این طرح هم بوده است.

#### گفتمان سیاسی، اجتماعی و فرهنگی
احمدی‌نژاد در انتخابات ریاست جمهوری سال ۱۳۸۴ ایران با گفتمان گسترش عدالت، مردمی‌سازی امور (رویکردی در آزادسازی) و مبارزه با ویژه‌خواری همیشه مدیران که نماد آن‌ها نزدیکان هاشمی رفسنجانی، رئیس‌جمهور سابق و رقیب وی در این انتخابات بودند شرکت کرد و پیروز شد. از نخستین اقداماتی که در راستای اجرای این گفتمان دنبال شد، آزادسازی بخشی از تجارت خارجی و واردات محصولاتی مثل خودرو بود که انحصاری انجام می‌شدند یا واردات آن‌ها ممنوع بود. از مهم‌ترین اقدامات در این راستا، اصلاح نظام برنامه‌ریزی توسعه و بودجه‌ریزی مرکزگرا و انحصاری در سازمان مدیریت و برنامه‌ریزی وقت بود. این سازمان در قبل از این دوره در بین بدنه کارشناسی دولت‌ها در ایران محبوب نبود و نماد دیوان‌سالاری مرکزگرا، نفتی و کاغذبازی و دوباره کاری‌های دولتی شناخته می‌شد که احمدی‌نژاد از زمان کار در سمت استاندار برخورد نزدیک با این نهاد داشت و نحوه برنامه‌ریزی و بودجه‌ریزی آن برای توسعه را از دلایل توسعه نیافتن شهرها و روستاها در جای جای کشور معرفی می‌کرد. همچنین آزاد شدن حضور خانم‌های تماشاگر برای حضور در ورزشگاه‌ها در ماه‌های اول شروع دولت نهم با یک نامه رئیس‌جمهور به متولیان امر در این بخش انجام شد، ولی در دولت‌های بعد دوباره این ممنوعیت برقرار شد. او در این مورد می‌گوید:
آن زمان که ما قضیه ورود زنان به ورزشگاه را مطرح کردیم، شروع به جوسازی بسیار سنگینی کردند و فتواهایی دادند که داشت به سمت تکفیر و اعدام ما می‌رفت. یک نفر را پیش ما فرستادند که یکی از نمایندگان مجلس بود و حالا اسمش را نمی‌برم. گفت آقایان خیلی ناراحت هستند. گفتم دلیل و منطق آنها چیست؟ گفت بالاخره آنها فتوا دادند. گفتم فتوا باید منطق داشته باشد. نمی‌شود که همین طوری مردم را از حقوق اجتماعی شان محروم کنیم و بعد بگوییم نظر من این است؛ یعنی چه که نظر من این است؟

##### الگوی نو تعداد فرزندان خانواده و راهبرد جمعیتی
پیش از محمود احمدی‌نژاد به ویژه پس از پایان جنگ ۸ ساله ایران و عراق، بینش بیشتر مردم ایران بر پایه شعار «فرزند کمتر زندگی بهتر» بود (شعاری که در دولت علی اکبر هاشمی رفسنجانی مطرح شده بود) که این دیدگاه با آغاز ریاست جمهوری محمود احمدی‌نژاد نیز در اندیشه مردم باقی‌مانده بود. رئیس‌جمهور ایران در مهرماه ۱۳۸۵ این شیوه زندگی و مهار جمعیت را نکوهش کرد و داشتن تنها دو کودک یا کمتر را، روش و راهبردی نادرست برشمرد. ششمین رئیس‌جمهور ایران توانایی دولت در گرداندن و برآمدن یکصد و بیست میلیون نفر جمعیت را، کاری شدنی و بی‌خدشه برشمرد. این سخنان مورد سرزنش‌های بسیاری قرار گرفت و از دید کارشناسان یک بدنگری دربارهٔ تنظیم خانوار انگاشته شد. البته این در هنگامی بود که نرخ گرانی در ایران پایداری بسنده را نداشت و درصد بیکاری ۱۱٪ برآورد شده بود. این گفته‌ها یادآور و پیگیری رویه روح‌الله خمینی مبنی برداشتن فرزند بیشتر در سال‌های آغازین انقلاب اسلامی ایران بود.
بعدها رهبر جمهوری اسلامی ایران، علی خامنه‌ای، نظر احمدی‌نژاد را تأیید کرد. او گفت: «ما اگر چنانچه با این شیوه‌ای که امروز داریم حرکت می‌کنیم پیش برویم، در آیندهٔ نه چندان دور، یک کشور پیری خواهیم بود که علاج این بیماری پیری هم در حقیقت در دسترس نیست… طبعاً این کشور با این سطح وسیع، با این تنوّع آب و هوایی، با این امکانات فراوان زیرزمینی، با این استعداد بالقوّهٔ علمی که در این کشور وجود دارد، می‌تواند یک کشور پر جمعیّتی باشد و انشاالله خودش هم این جمعیت را اداره کند؛ یعنی همچنان که ما فکر می‌کنیم که اگر چهار پنج بچه افتاد روی دوش یک خانواده وضع زندگیشان چگونه خواهد شد، فکر این را هم بکنید که این چهار پنج بچه وقتی بزرگ شدند و کاری پیدا کردند و شغلی پیدا کردند چه کمکی می‌توانند به پیشرفت کشور بکنند؛ یعنی این را هم باید فکر کرد.»

#### لحن گفتار
احمدی‌نژاد دارای لحن و ادبیاتی است که روسای جمهور پیشین ایران از آن استفاده نمی‌کردند. کارشناسان حوزه سیاست و دیپلماسی استفاده از این ادبیات را صحیح نمی‌دانند. نمونه‌هایی از ادبیات محمود احمدی‌نژاد: مثل «کُره بز»، «آبو بریز همون جایی که می سوزه»، «اون ممه رو لولو برد»، «خس و خاشاک»، «بگم‌بگم» و… علاوه بر تعدادی از نمایندگان مجلس شورای اسلامی، صادق لاریجانی رئیس پیشین قوه قضائیه نیز از طرز گفتار او انتقاد کرده است.

#### فرهنگ و دانشگاه
مطرح کردن «انقلاب فرهنگی دوم» توسط هواداران دولت، ادعای ممانعت از تحصیل عده‌ای دانشجویان منتقد، انتصاب افراد روحانی به ریاست دانشگاه تهران و دانشگاه علامه طباطبایی، بازنشسته کردن اجباری استادان، احضار فعالان دانشجویی به کمیته‌های انضباطی و در مواردی اخراج آنان، تنش و اعتراضات گسترده دانشجویی در دانشگاه‌های مختلف، از تحولات مهم دوره وی در دانشگاه‌ها بود.
محمود احمدی‌نژاد در روز ۲۱ آذر ۱۳۸۵ برای سخنرانی در دانشگاه امیر کبیر حضور یافت که با استقبال عده‌ای از دانشجویان و اعتراض شدید تعدادی دیگر از دانشجویان مواجه شد. به گفته برخی شاهدان این عمل نمایشی، معترضان در این تجمع شعارهایی علیه اقدامات محمود احمدی‌نژاد و وزیر آموزش عالی داده و شعار مرگ بر دیکتاتور سر دادند و عکس احمدی‌نژاد نیز به آتش کشیده شد.
خبرگزاری‌ها گزارش کرده‌اند که درگیری لفظی و در برخی موارد فیزیکی مخالفان و موافقان احمدی‌نژاد در طول مراسم تکرار می‌شد. مخالفان به اقدامات احمدی‌نژاد در دانشگاه‌ها اعتراض داشتند.
احمدی‌نژاد در واکنش به آتش‌زدن عکس وی در هنگام سخنرانی خطاب به دانشجویان گفت: «اگر هزار بار هم بسوزیم، عقب‌نشینی نمی‌کنیم.» مدتی بعد، احمدی‌نژاد در مطلبی تحت عنوان «آزادی» که در وبلاگ خود منتشر کرد، با اشاره به مراسم دانشگاه امیرکبیر از این ماجرا به عنوان جلوه‌ای از آزادی در ایران یاد کرد و گفت که از اهانت تعدادی از دانشجویان ناراحت نشده است.

#### سؤال نمایندگان مجلس
سؤال نمایندگان مجلس از محمود احمدی‌نژاد در تاریخ ۲۴ اسفند ۱۳۹۰ برگزار شد که با واکنش‌هایی از سوی محمود احمدی‌نژاد، حامیان و مخالفانش مواجه شد.
نمایندگان مجلس سؤالاتی دربارهٔ اقتصاد، مترو، مکتب ایرانی، حجاب اسلامی، غیبت یازده روزه محمود احمدی‌نژاد، وزیر ورزش و عزل منوچهر متکی پرسیدند که پاسخ‌های احمدی‌نژاد حاشیه‌هایی را در پی داشت.

#### خانه‌نشینی یازده‌روزه
یکی از اتفاق‌های مهم دوران ریاست جمهوری وی در پی استعفای حیدر مصلحی، وزیر اطلاعات وقت، در ۲۸ فروردین ۱۳۹۰ شکل گرفت که منجر به غیبت یازده روزه‌اش از حضور در جامعه و محل کار، تعطیلی تمامی فعالیت‌ها و ریاست قوه مجریه شد. پذیرش استعفای وزیر اطلاعات وقت توسط او و مخالفت رهبر ایران با کنار رفتن وی و پس از آن توصیهٔ علی خامنه‌ای به وزیر اطلاعات برای باقی ماندن در جایگاه خود موجب این واکنش از سوی احمدی‌نژاد گشت.

#### پخش فیلم ملاقات مرتضوی با فاضل لاریجانی در مجلس
در ۱۵ بهمن ۱۳۹۱ در جریان استیضاح عبدالرضا شیخ‌الاسلامی (وزیر کار وقت)، احمدی‌نژاد به منظور دفاع از وزیر کار به مجلس رفت و در حین سخنرانی خود در دفاع از وزیر کار، خواهان پخش فیلم ملاقات فاضل لاریجانی و سعید مرتضوی (رئیس سازمان تأمین اجتماعی) شد. پس از پخش دقایقی از این فیلم، احمدی‌نژاد به دلیل کیفیت نامناسب فیلم به بازخوانی صحبت‌های انجام شدهٔ داخل فیلم پرداخت. محتوای این ویدیو که مخفیانه ضبط شده بود، مربوط به جلسهٔ خصوصی و دونفرهٔ سعید مرتضوی رئیس تأمین اجتماعی و فاضل لاریجانی برادر رئیس مجلس دربارهٔ درخواست رشوهٔ ۳۰۰ میلیون تومانی توسط فاضل لاریجانی از مرتضوی در ازای قرارداد واگذاری شرکت‌های تأمین اجتماعی به بخش خصوصی بود. در خلال خواندن متن این گفتگو توسط رئیس‌جمهور، مجلس برای دقایقی دچار تنش شد.
بعد از پخش ویدیو هم تعداد زیادی از نمایندگان نسبت به این موضوع انتقاد داشتند که علی لاریجانی در واکنش به شلوغی صحن علنی گفت: «امروز روز مهمی است. اجازه بدهید حرفشان را بزنند اگر موضوعی راجع به بستگان ما بوده، بگذارید در این‌باره حرفی بزنند».
پس از پایان سخنان احمدی‌نژاد، علی لاریجانی سخنان وی را نامربوط به استیضاح و «تهمت» و «اتهام» خواند و مشکل احمدی‌نژاد را آن دانست که «بر اساس سلیقه عمل می‌کند و به قانون تمکین نمی‌کند».
لاریجانی با «مافیایی» خواندن ضبط این جلسه، گفت: «اقدامات مافیایی و توطئه‌آمیز در سطح یک رئیس‌جمهور نیست و برخی رفتارهای دولت کیان اخلاقی جامعه را به فساد می‌کشاند. رئیس‌جمهور ادبیات اخلاقی را رعایت نمی‌کند استیضاح یک چیز بود چرا اینها را مطرح کردید؟ اما خوب شد شما که مرتب در جامعه «بگم بگم» راه انداخته‌اید این فیلم را پخش کردید و حرفتان را زدید تا مردم شخصیت شما را بیشتر بشناسند».
علی لاریجانی همچنین به نقل از داوود احمدی‌نژاد، برادر محمود احمدی‌نژاد، گفت که اطرافیان رئیس دولت با سازمان مجاهدین خلق و بیگانگان رابطه دارند و دچار فساد مالی هستند.
پس از سخنان لاریجانی، احمدی‌نژاد خواستار صحبت کردن شد که لاریجانی چنین اجازه‌ای به او نداد و گفت: «شما شئونات جمهوری اسلامی را رعایت نکردید و اتهام زدید. دیگر حقی برای صحبت کردن ندارید، به سلامت».
برخی تحلیلگران از وقایع این روز با عنوان «یکشنبهٔ سیاه» یاد کردند. این وقایع با عتاب شدید رهبر جمهوری اسلامی روبرو شد.

#### موافقان و مخالفان
علی خامنه‌ای، وی را به خاطر مقاومت در برابر فشارهای بین‌المللی برای متوقف ساختن برنامه اتمی ایران مورد تمجید قرار داده است. وی همچنین اعضای کابینه دولت او را به خاطر رد عقاید غربی، که به قول وی در دولت قبلی نفوذ کرده بود، ستود.
یکی از موافقان وی، فاطمه رجبی همسر غلامحسین الهام است که با انتشار کتابی، احمدی‌نژاد را «معجزه هزاره سوم» نامید.
میرحسین موسوی نخست‌وزیر پیشین ایران در انتقاد از عملکرد دولت احمدی‌نژاد گفته است که «عملکرد این دولت آبروی ایرانیان را در جهان برده است». او در ادامه تصریح کرده که نباید کارهایی انجام شود که حیثیت کشور ایران در جهان خدشه‌دار شود.
علی لاریجانی، نامه‌هایی در اعتراض به قانون‌شکنی‌های دولت به احمدی‌نژاد نوشت.
مهدی کروبی از دیگر منتقدان وی گفت: «احمدی‌نژاد را رئیس‌جمهور ایران نمی‌دانم.». کروبی «واکنش‌های خودجوش» مردم به نتیجه انتخابات را که به گفته مقامات دولت احمدی‌نژاد به پیروزی او انجامیده است بیانگر «عدم مشروعیت این نتیجه» دانسته است.
هوگو چاوز از حامیان احمدی‌نژاد گفت: «دنیا باید به پیروزی احمدی‌نژاد احترام بگذارد». رئیس‌جمهوری ونزوئلا، در یکی از نطق‌های هفتگیش در ۳۱ خرداد ۱۳۸۸ در رادیو و تلویزیون آن کشور، گفت: «برخی می‌خواهند با خدشه‌دار کردن پیروزی تمام‌عیار احمدی‌نژاد، دولت و انقلاب اسلامی را تضعیف کنند».

### هدفمندی یارانه‌ها
از ابتدای زمزمه‌های آغاز هدفمندی، این طرح انتقادها و مخالفت‌های بسیاری را از سوی افراد مختلف متوجه خود می‌دید و ظن این می‌رفت که کلید خوردن طرح می‌تواند فشارهایی را به لحاظ اقتصادی به مردم وارد آورد. احمدی‌نژاد حامی اجرای طرح فوق بود و باور داشت با اجرای طرح فقر ریشه‌کن می‌شود و حتی در اوان اجرای طرح نیز فشاری بر مردم وارد نمی‌گردد. عزت‌الله یوسفیان عضو کمیسیون برنامه و بودجه مجلس در این خصوص گفت که در سالهای ابتدایی اجرای طرح بر شدت مشکلات مردم افزوده می‌شود، او همچنین اظهارات احمدی‌نژاد در مورد عدم ورود هرگونه فشار بر قشرها مردم را مردود و این گفته‌ها را «در حد حرف» دانست. در اوان اجرای این طرح بسیاری از نمایندگان مجلس از خطر ورود شوک اقتصادی و فشار بر قشرها متوسط و به خصوص ضعیف جامعه خبر می‌دادند.
عملکرد احمدی‌نژاد همواره بخاطر نحوه اجرای طرح هدفمندی یارانه‌ها مورد نقد بوده است و از این حیث به پوپولیسم متهم شده؛ روزنامه ایران طی مقاله ای به نقل از علی سرزعیم در این خصوص نوشت که اصل این ایده که قیمت حامل‌های انرژی را اصلاح و درآمد آن را به‌صورت مساوی میان مردم تقسیم کنند پوپولیسم نیست. به گفته او اصلاح‌طلبان به اشتباه تصور می‌کردند که این ایده پوپولیستی است و حتی افرادی مثل محسن رنانی و جوادی آملی و سیاستمداران این تصور اشتباه را داشتند، درحالی که پرداخت یارانه نقدی کار درستی بود. به بیان او برخی منتقدان شیوه اجرای این طرح را بد می‌دانستند، علی سرزعیم در این خصوص باور دارد که همین اجرای ضعیف نیز بعضاً موجب کاهش فقر و نابرابری شده است.

### مسکن
وضعیت مسکن در دولت احمدی‌نژاد از موضوعات چالش‌برانگیز در دولت‌های نهم و دهم بوده است. درحالی‌که این دولت‌مردان معتقدند که توانسته‌اند با کمک پروژه مسکن مهر، قیمت مسکن در کشور را مهار کنند، بر اساس مرکز آمار ایران، در خلال سال‌های ۱۳۸۴ تا ۱۳۹۱ متوسط قیمت هر مترمربع زیربنای مسکونی در تهران ۴۵۹ درصد افزایش یافته است. مسکن مهر طرحی در دولت محمود احمدی‌نژاد، برای خانه‌دار کردن قشرهای کم درآمد بود که طبق آن دولت با واگذاری زمین رایگان سعی داشت خانه‌سازی را تشویق کند. این طرح پس از افزایش شدید بهای مسکن در ایران شروع شد. این طرح مورد اقبال دهک‌های پایین جامعه قرار گرفت اما دولت برای تأمین مالی این طرح از بانک مرکزی قرض کرد، که منجر به رشد نقدینگی و افزایش تورم شد؛ به‌طوری‌که نیمی از کل پول‌های چاپ شده در تاریخ ایران صرف ساختن مسکن مهر شد. در مجموع چهار میلیون و ۳۰۰ هزار واحد مسکن مهر در طول فعالیت دولت نهم و دهم در کشور به بهره‌برداری رسید.

### رسانه
در دوره ریاست جمهوری احمدی‌نژاد اگر چه این موضوع از طرف او مطرح شد که از هیچ روزنامه‌ای شکایت نمی‌کنیم و حتی شکایات دولتی را پس می‌گیریم اما به گواه آمارها، مطبوعات به بهانه‌های مختلف توسط هیئت نظارت بر مطبوعات توقیف شدند. در پی توقیف روزنامه‌های متعدد از سال ۱۳۸۵ تا ۱۳۸۸، سال ۱۳۸۸ به عنوان سیاه‌ترین سال مطبوعات برگزیده شد. در مجموع دوران مدیریت احمدی‌نژاد ۳۵ نشریه شامل روزنامه، هفته‌نامه، ماهنامه و فصلنامه توقیف، ۱۱ نشریه و یک خبرگزاری لغو مجوز و ۱۰۶ تذکر کتبی به رسانه‌های خبری داده شد که این حاصل کار دولت دهم در حوزهٔ مطبوعات و رسانه‌هاست. در این دوره محمدعلی رامین، مرد توقیف‌های دولت احمدی‌نژاد لقب گرفت.

### حساب ذخیره ارزی
موجودی حساب ذخیره ارزی در دروه دولت محمود احمدی‌نژاد با وجود افزایش درآمدهای نفتی کاهش یافت به‌طوری‌که سازمان بازرسی کشور گزارشی را دربارهٔ برداشت‌های غیرقانونی از این حساب را به بالاترین مقامات ایران گزارش کرد. با وجود گزارش بانک مرکزی مبنی بر کاهش حساب ذخیره ارزی، احمدی‌نژاد موجودی حساب ذخیره ارزی ایران را در تاریخ بی‌سابقه دانست ولی اعلام کرد میزان موجودی این حساب محرمانه است و نمی‌توان آن را اعلام کرد. وی در اسفند ۱۳۹۰ هنگام پاسخ به سؤال نمایندگان مجلس اعلام کرد که حساب ذخیره ارزی خالی است. احمد توکلی، نماینده اصولگرای مجلس شورای اسلامی، چند هفته پس از روی کار آمدن دولت یازدهم اعلام کرد که از ۱۷۶ میلیارد دلار حساب ذخیره ارزی، ۱۶۱ میلیارد دلار را دولت استفاده کرده است. توکلی در توصیف وضعیت این صندوق در پایان دولت دهم از عبارت «حساب ذخیره ارزی جارو شد» استفاده کرد.

### فساد در دوره احمدی‌نژاد
محمود احمدی‌نژاد بارها در رسانه‌ها دولت خود را پاک‌ترین دولت تاریخ ایران و دیگر اعظای دولت او در محافل مختلف، خود را دولت پاکدستان اعلام نمودند؛ با این حال، در طول هشت سال مدیریت دولت او بر مسند ریاست جمهوری، فسادهای بسیار و اتهامات مختلف مالی متوجه او، نزدیکان و دولت‌مردانش شد.

### جامعه و زنان
یکی از اقدامات احمدی‌نژاد تثبیت حضور زنان در پست‌های اجرایی در دولت دهم بود موضوعی که خشنودی جامعه زنان را به همراه داشت اما پس از گذشت مدتی، برخی از این انتصاب‌ها، حاشیه‌هایی همچون بازداشت رئیس موزه ملی یا تلاطم بازار دلار را همراه داشت. در دوره وی مرضیه وحید دستجردی به سمت وزیر بهداشت و درمان و آموزش پزشکی و فاطمه بداغی به سمت معاون حقوقی رئیس‌جمهور منصوب شدند.
وحید دستجردی تنها وزیر بهداشت زن در تاریخ ایران بوده و تا پیش از دولت مسعود پزشکیان تنها زنی بود که در تاریخ حکومت جمهوری اسلامی ایران به مقام وزارت رسید. همچنین پس از فرخ‌رو پارسا و مهناز افخمی، وحید دستجردی سومین زن نیز در تاریخ ایران است که وزیر شده است.

### عمران
به گزارش معاونت برنامه‌ریزی و نظارت راهبردی در بررسی عملکرد بودجه عمرانی دو دولت خاتمی و احمدی‌نژاد آمده است که، بالاترین درصد تحقق بودجه عمرانی در ۱۶ سال گذشته ۹۵ درصد در سال ۱۳۸۷ بوده است و پایین‌ترین درصد تحقق عملکرد بودجه عمرانی نیز در سال ۱۳۹۱ به میزان ۲۸ درصد بوده است که هر دو در دولت محمود احمدی‌نژاد رخ داده است. دولت وی گرچه در مسائل ساخت جاده و راه‌ها عملکرد مطلوبی را از خود به جای گذاشت اما در تراز منفی آن وعده‌های احمدی‌نژاد پس از هر سفر استانی بوده که با توجه به نیمه‌کاره رها کردن طرح‌های عمرانی، دولت او را به عنوان دولت کلنگ‌زنی مطرح کرد. خط راه‌آهن کرمان-زاهدان، راه‌آهن اصفهان-شیراز، آزادراه قزوین-رشت، جاده قم-گرمسار و تونل توحید از جمله طرح‌های زیربنایی راه‌سازی بود که در این دوره به بهره‌برداری رسید. ایجاد ۷ شرکت لوکوموتیو سازی و افزودن ۱۸۴ دستگاه لکوموتیو به حمل و نقل ریلی، تولید ۱۰ میلیون خودرو و ایجاد ۱۳ هزار ۲۲۳ بزرگ راه در کشور از عملکرد قابل توجه دوران مدیریت احمدی‌نژاد در مسند ریاست جمهوری به‌شمار می‌رود. در موضوع سدسازی نیز در دولت نهم، از اول مهرماه سال ۱۳۸۴ تا پایان شهریورماه سال ۱۳۸۸، بالغ بر ۱۸ سد به‌بهره‌برداری رسید اما قله سدسازی در دولت دهم و با تعداد ۳۹ سد قرار داشت. سد گتوند که یکی از بزرگ‌ترین سدهای ایران بر روی رودخانه کارون است در دوران مدیریت وی احداث و افتتاح شد. افتتاح این سد که با انتقاد اکثریت رسانه‌ها و متخصصان این حوزه همراه شد، مسائل منفی زیست‌محیطی بسیاری را برای مردم استان خوزستان به‌وجود آورد. در صنعت نفت و گاز نیز، ساخت پالایشگاه میعانات گازی ستاره خلیج فارس، توسعه میدان نفتی دارخوین، ساخت فازهای ۹ و ۱۰ پارس جنوبی و ساخت نخستین مخزن ذخیره‌سازی گاز ایران در دوره وی صورت گرفت. یکی از انتقادهایی که در این حوزه به وی وارد شد عدم سرمایه‌گذاری ایران در دولت نهم در میدان‌های گازی مشترک بود، در حالی که امارات و قطر سالانه بیش از دوازده هزار میلیارد تومان گاز بیشتر برداشت کرده بودند. عملکرد وی در ابتدای تشکیل دولت نهم نیز باعث خروج شرکت‌های مهم نفتی از ایران شد.

### سینما و هنر
دوران مدیریت هشت ساله احمدی‌نژاد پرتنش‌ترین دوران مدیریتی در سینما به‌شمار می‌رود. انحلال و تعطیلی خانه سینمای ایران و توقیف‌شدن و اکران نشدن فیلم‌ها از پراهمیت‌ترین موضوعات دوران مدیریت مسولان منتصب شده وی در سینما است.

### سیاست خارجی

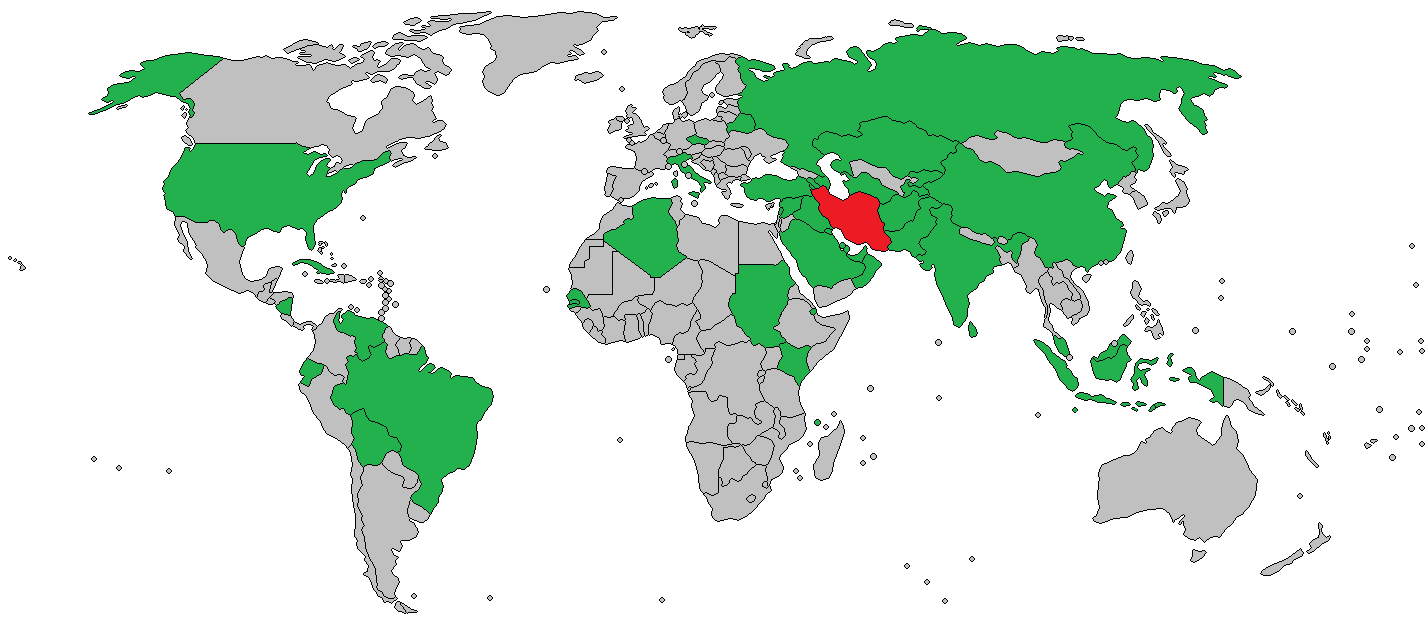
کشورهایی که محمود احمدی‌نژاد در طول مدت ریاست جمهوریش بازدید کرد.

سیاست‌ها و سفرهای خارجی احمدی‌نژاد، نقطه نظرات و سخنرانی‌های وی در دوران ریاست جمهوری اش، بازتاب‌های متفاوتی در ایران و دنیا داشته است، که می‌توان به مهم‌ترین آن‌ها از نظر وسعت واکنش موافقان و مخالفان با عناوین زیر اشاره کرد.

#### دیدگاه دربارهٔ هولوکاست
محمود احمدی‌نژاد در ۴ آبان ۱۳۸۴ در کنفرانسی با نام کنفرانس حمایت از فلسطینی‌ها که در تهران برگزار شد، موجودیت کشور اسرائیل و همچنین مسئله هولوکاست را زیر سؤال برد. وی در سخنانش از تغییر رژیم اسراییل سخن گفت و این عبارت را به کار برد: «جهان بدون اسراییل امن‌تر خواهد بود.» با استناد به ترجمهٔ مؤسسهٔ اسراییلی تحقیقات خاورمیانه (میمری)، چنین برداشت شد که اسرائیل باید از روی زمین «محو» شود. ترجمهٔ رسمی حرف او در وبگاه ریاست جمهوری، خلاف این موضوع را بیان می‌کند. البته وی در مصاحبه با کانال فرانس ۲۴ گفت که شوروی نیز از روی زمین محو شده است ولی هیچ مشکلی برای مردم دنیا پیش نیامده است ما نیز خواهان این‌گونه محو اسراییل هستیم یعنی با برگزاری همه‌پرسی بین تمامی ساکنان آن منطقه و فلسطینیانی که از آنجا آواره شده‌اند آن‌ها خود حکومت خود را انتخاب کنند. وی همچنین در مورد حقیقت داشتن هولوکاست ابراز تردید کرد و کشتار میلیون‌ها یهودی در جنگ جهانی دوم را «افسانه» دانست. او با طرح سوالاتی دربارهٔ ماهیت هولوکاست، محققان را به تحقیق مجدد دربارهٔ این موضوع دعوت کرد.
وی در همین باب سؤالاتی را مطرح کرد و خواستار پاسخ کشورهای مدافع موجودیت هولوکاست شد. این سوالات عبارتند از:
– اگر واقعه هولوکاست یک واقعه تاریخی است چرا اجازه تحقیق دربارهٔ آن به دانشمندان داده نمی‌شود؟
– چرا دانشمندانی در اروپا به خاطر تحقیق و نظر مخالف مشهور در این مسئله، در زندان هستند؟
– هولوکاست در کجا اتفاق افتاده است؟
– چه کسانی آن جنایت را مرتکب شده‌اند؟
– آیا برای جبران حادثه‌ای که در اروپا اتفاق افتاده، فلسطین و مردم فلسطین باید تاوان پس بدهند؟
– هولوکاست یک واقعه تاریخی است چرا این قدر اهمیت پیدا کرده است و چه نتیجه‌ای امروز می‌خواهد از آن گرفته شود؟
بنابر گزارش بی‌بی‌سی این سخنان واکنش‌های شدید جهانی را در پی داشت. برگزاری همایش بررسی واقعه هولوکاست در تهران باعث تحریم دفتر مطالعات وزارت خارجه توسط ده‌ها مؤسسه مطالعاتی، اعتراض رسمی اتحادیه اروپا و ایجاد فرصت برای اسراییل برای غیرمنطقی جلوه دادن دولت ایران شد.
جدا از بازتاب خارجی در داخل ایران نیز واکنش‌های متعددی نسبت به این مسئله ابراز شد. چندی پس از اظهارات احمدی‌نژاد، محمد خاتمی، رئیس‌جمهوری سابق ایران، در مصاحبه‌ای با روزنامه فایننشال تایمز ضمن تأیید واقعیت هلوکاست، همزیستی اسراییل و فلسطین را قابل قبول دانست.

#### سفرهای خارجی

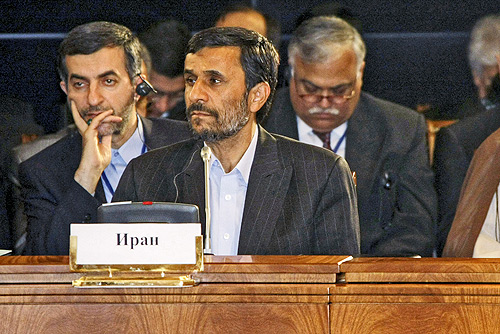
احمدی‌نژاد در یکاترینبورگ روسیه، ۱۶ ژوئن ۲۰۰۹

محمود احمدی‌نژاد در طول ۸ سال ریاست جمهوری خود، ۱۱۹ سفر خارجی داشته که کشورهای آمریکا و ونزوئلا در صدر سفرهای دولت او قرار دارد، که سهم دولت اول او ۵۸ سفر بین‌المللی است. احمدی‌نژاد نخستین سفرهای بین‌المللی خود را در هر دو دوره ریاست جمهوری، از ایالات متحده آمریکا آغاز کرد.
احمدی‌نژاد از مرداد ۸۴ تا تیر ۹۲، به ۱۶ کشور آسیایی، ۱۲ کشور آفریقایی، ۷ کشور واقع در قاره آمریکا و ۵ کشور اروپایی سفر کرد.
سفر احمدی‌نژاد به کشورهای اروپایی شامل روسیه، دانمارک، ارمنستان، آذربایجان، ایتالیا و ترکیه بوده است. احمدی‌نژاد در سفر خود به ایتالیا که نخستین سفر خارجی وی محسوب می‌شد، در بدو ورود خود به ایتالیا، به عنوان رئیس‌جمهور ایران، مورد استقبال رسمی قرار نگرفت و سفر وی با اعتراضاتی از طرف یهودیان و فعالان سیاسی در ایتالیا روبرو شد.
احمدی‌نژاد در مجموع ۹ بار به نیویورک، ۸ بار به ونزوئلا، ۶ بار به تاجیکستان، ۵ بار به کشورهای ترکیه، سوریه و قطر، ۴ بار به چین و آذربایجان، ۳ بار به بولیوی، سنگال، ترکمنستان و پاکستان، ۲ بار به برزیل، افغانستان، قزاقستان، سودان، ارمنستان، نیکاراگوئه، کوبا، اکوادور، عربستان و اندونزی و یک بار به سایر کشورهای دیگر از جمله گامبیا، زیمبابوه، اوگاندا، مالی، نیجر، نیجریه، لبنان، موریتانی، ویتنام، مصر، بنین، غنا، عراق، کویت، الجزایر و… سفر کرده است.
محمود احمدی‌نژاد، در سال ۲۰۱۲ میلادی، از دانشگاه هاوانا در کوبا دکترای افتخاری گرفت.

##### حضور در سازمان ملل
محمود احمدی‌نژاد در تمام سال‌های ریاست جمهوری‌اش و در مجموع هشت بار برای سخنرانی در مجمع عمومی سازمان ملل به نیویورک مسافرت کرد. پس از نخستین سفر او بود که ماجرای هاله نور احمدی‌نژاد خبرساز شد و نیز در آخرین سفر او همراه بردن کاروانی ۱۲۰ نفره شامل پسر، عروس و مادر عروس احمدی‌نژاد انتقاداتی را برانگیخت که همانند ماجرای هاله نور، با وجود پخش تصاویر مربوط، ماجرا توسط احمدی‌نژاد تکذیب شد.

##### سفر به نیویورک (۲۰۰۷)

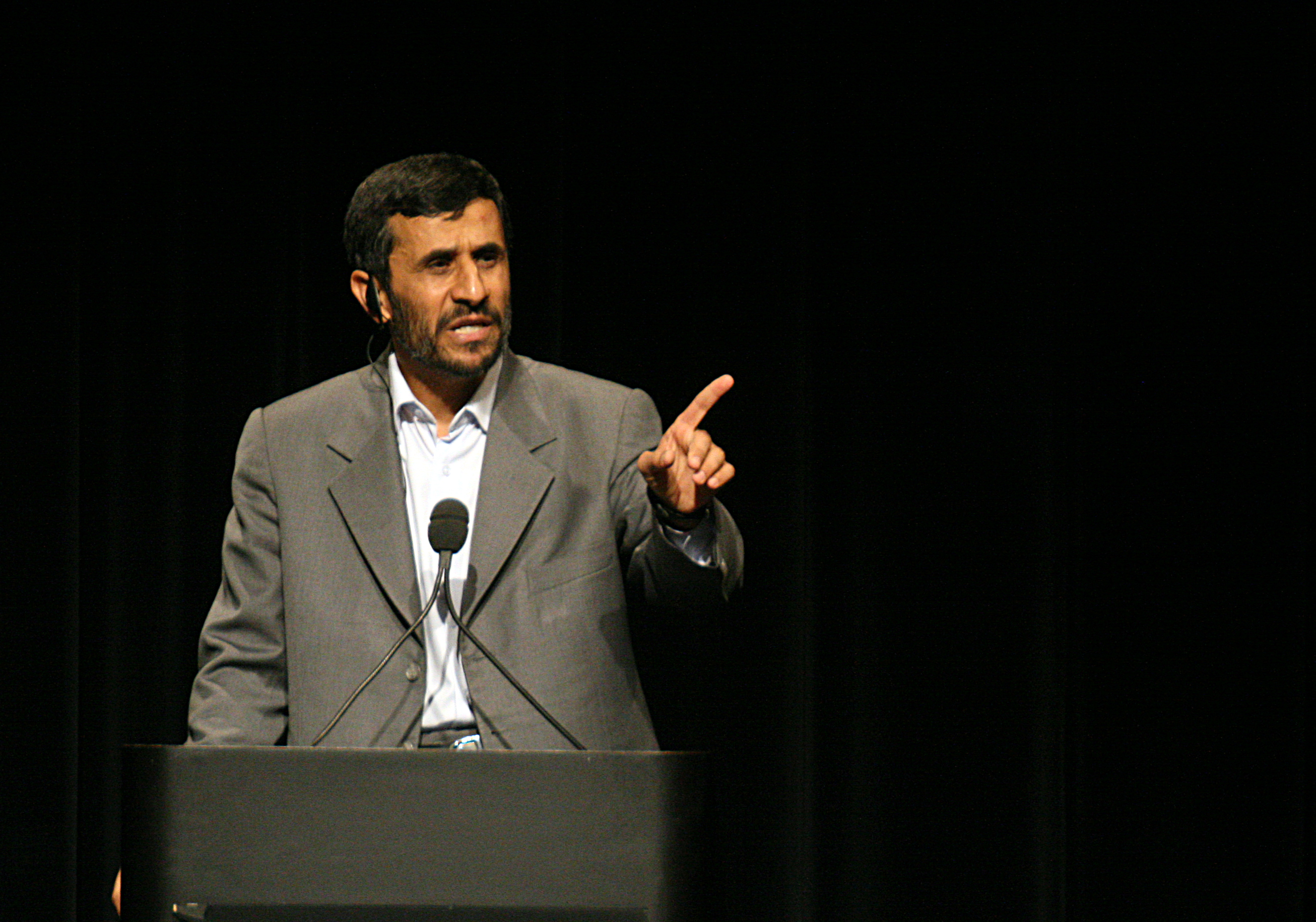
سخنرانی احمدی‌نژاد در دانشگاه کلمبیا ۲۴ سپتامبر ۲۰۰۷

محمود احمدی‌نژاد صبح روز یکشنبه ۱ مهر برای شرکت در اجلاس سالیانه مجمع عمومی سازمان ملل متحد همراه با هیئت عالی‌رتبه عازم نیویورک شد. او در سفر خود به نیویورک علاوه بر سخنرانی در اجلاس سالیانه مجمع عمومی سازمان ملل به دانشگاه کلمبیا رفت و همچنین با تنی چند از رؤسای جمهور دیگر کشورها و نیز ایرانیان مقیم آمریکا دیدار و گفتگو کرد.
وی در این سفر اعلام کرد در ایران هم‌جنس‌گرا وجود ندارد.
لی بولینجر رئیس دانشگاه کلمبیا، در سخنانی به شدت از وضعیت بهائیان، زنان، هم‌جنس‌گرایان و نقض حقوق بشر در ایران و نیز از افکار و اقدامات شخص احمدی‌نژاد انتقاد کرد و وی را «دیکتاتور حقیر و سنگدل» خطاب کرد و گفت، «شما یا آشکارا قصد تحریک دارید یا اینکه به طرز شگفت‌آوری بی‌سواد هستید». در مقابل احمدی‌نژاد در سخنرانی خود سخنان بولینگر را «توهین به اطلاعات و دانش حاضران در جلسه» دانست. احمدی‌نژاد پس از بازگشت از سفر، با موفق خواندن سخنرانی خود در سازمان ملل از مردم ایران خواست که به شکرانه این موفقیت سجده شکر به درگاه خدا در مساجد و حسینیه‌ها بگذارند. در سال ۲۰۰۹ سخنگوی دانشگاه کلمبیا هرگونه ارتباط بین دعوت از احمدی‌نژاد، با کمک‌های مالی بنیاد علوی به این دانشگاه، از جمله کمک یک‌صدهزار دلاری این بنیاد چند ماه قبل از سخنرانی احمدی‌نژاد را رد کرد.
احمدی‌نژاد در سفر سوم خود به نیویورک، به سخنرانی در اجلاس سالیانه مجمع عمومی سازمان ملل به عنوان نماینده ایران پرداخت. هم‌زمان با سخنرانی احمدی‌نژاد در سالن اجلاس، ۱۴۵ هیئت دیپلماتیک، سالن مجمع عمومی سازمان ملل را به عنوان اعتراض ترک کردند.

##### سفر به لبنان (۱۳۸۹)
محمود احمدی‌نژاد، روز چهارشنبه ۲۱ مهر ۱۳۸۹ (۱۳ اکتبر ۲۰۱۰)، در نخستین سفرش به لبنان، با استقبال هزاران نفر رو به رو شد. وی با رئیس‌جمهوری، نخست‌وزیر و رئیس مجلس این کشور دیدار کرد، در یک کنفرانس خبری شرکت کرد و در میدان الرایه (منطقه ضاحیه) به سخنرانی پرداخت. بسیاری از شخصیت‌های سیاسی لبنان از جمله سمیر جعجع، سیاستمدار مسیحی و مروان حماده از نخستین نمایندگان مجلس لبنان که پیشتر با سفر احمدی‌نژاد به این کشور مخالفت کرده بودند نیز به استقبال او رفتند. احمدی‌نژاد پیش از سفر خود به لبنان به صورت تلفنی با پادشاه عربستان سعودی و پادشاه اردن گفتگو کرد. همزمان با سفر احمدی‌نژاد به لبنان، هیلاری کلینتون، وزیر امور خارجه آمریکا نسبت به هر گونه تلاشی برای متزلزل کردن حاکمیت ملی لبنان هشدار داد. یک مقام عالی‌رتبه اسرائیلی سفر احمدی‌نژاد به لبنان را تأکیدی بر تبدیل شدن کامل این کشور به عامل ایران در منطقه ارزیابی کرد.

#### کمک‌های مالی بلاعوض و وام‌های خارجی

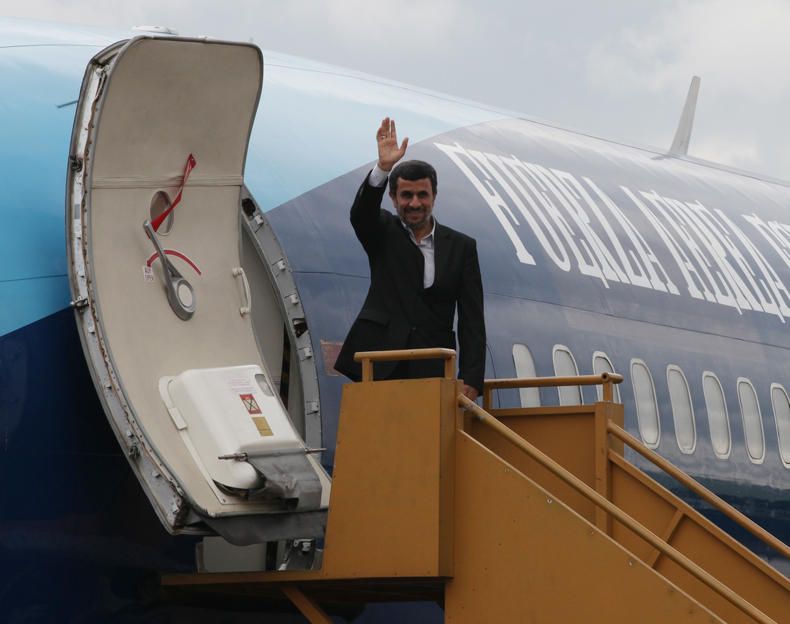
احمدی‌نژاد در سفری به اکوادور، ۱۳ ژوئن ۲۰۱۲

دولت محمود احمدی‌نژاد، به علت اعطای وام‌ها، کمک‌های بلاعوض و سرمایه‌گذاری در کشورهای مختلف، در معرض انتقاد قرار گرفت. مخالفان تحرکات دولت وی معتقدند که سرمایه‌های کشور بدون بازدهی و تأمین منافع ملی به هدر رفت. در دولت محمود احمدی‌نژاد به ۲۰ تا ۳۰ کشور کمک‌های مالی شده که برخی از آنها از نظر وزن سیاسی در عرصه بین‌المللی هیچ اهمیتی نداشتند. خبرگزاری خانه ملت در گزارشی نمونه‌هایی از کمک‌های خارج از روند قانونی و غیرقابل پذیرش دوران ریاست جمهوری محمود احمدی‌نژاد پرده برداشت. اقتصاد نیوز نیز در گزارشی دیگر به بررسی این موضوع پرداخت. در این دوره ۴۰ میلیون دلار به تاجیکستان، ۳۳۰ میلیون دلار به پاکستان، وام بدون بهره ۱ میلیارد و ۹۵۰ دلاری به سریلانکا، کمک صد میلیون دلاری برای تکمیل جاده‌ای به لبنان، وام ۲۲۵ میلیون دلاری به ونزوئلا، کمک ۷ میلیون دلاری به سنت وینست، کمک صد میلیون دلاری به افغانستان، کمک ۴۰ میلیون دلاری به اکوادور، کمک ۲ میلیون دلاری به کشورهای کومور، کنیا، نیکاراگوئه، گامبیا و تانزانیا، کمک ۲۹۰ هزار دلاری به اتیوپی و کمک ۳ میلیون دلاری به زیمبابوه اهدا شد که این کمک‌ها از جمله مهم‌ترین اقدامات، محمود احمدی‌نژاد در این امر بود. طهماسب مظاهری رئیس کل بانک مرکزی جمهوری اسلامی ایران دولت نهم در در میزگرد بررسی روابط اقتصادی ایران با سایر کشورها از دستور احمدی‌نژاد به او برای کمک به لبنان از طریق اعتبارات بانک مرکزی، گفت.

#### نامه‌های خارجی
در ششمین ماه از ریاست جمهوری احمدی‌نژاد، اعلام شد که رئیس‌جمهور ایران، نامه‌ای برای سران کشورهای جهان می‌نویسد. این خبر به عنوان خبری مهم مورد توجه محافل خبری جهان قرار گرفت و وقتی روشن شد که مخاطب نخستین نامه احمدی‌نژاد، جرج بوش رئیس‌جمهور آمریکا است، تحلیل و تفسیرها دربارهٔ متن آن شدت گرفت. وزارت خارجه آمریکا در نخستین واکنش به نامهٔ محمود احمدی‌نژاد، آن را «تلاشی ضعیف» برای گفتگو با مردم آمریکا خواند.
اما نامهٔ «هجده صفحه‌ای» با استقبال سرد مقامات آمریکایی همراه بود. به گفته مقامات کاخ سفید نامه وی حاوی پیامی نبود و در حقیقت هیچ پیشنهاد مشخص سیاسی در آن نبود. در همین حال احمد جنتی، دبیر شورای نگهبان و از روحانیون پرنفوذ در طیف تندرو جناح محافظه کار، در خطابه نماز جمعه تهران، نامهٔ محمود احمدی‌نژاد به جرج بوش، رئیس‌جمهوری آمریکا را «عملی فوق‌العاده» و از «الهامات خدا» خواند.
در همین حال کاخ سفید در موضعی رسمی اعلام کرد که به نامه احمدی‌نژاد جوابی داده نمی‌شود. بی‌اعتنایی دولت آمریکا به نامه محمود احمدی‌نژاد باعث شد که وی در مصاحبه‌های مختلف، از آن به عنوان «بی‌اعتنایی رئیس‌جمهور آمریکا به نداهای صلح جویان جهان» یاد کند.
دو نامه بعدی محمود احمدی‌نژاد، به آنگلا مرکل، صدراعظم آلمان، و پاپ بندیکت شانزدهم، رهبر کاتولیک‌های جهان نوشته شد که هر دو نامه احمدی‌نژاد بدون جواب ماند.

#### پرونده هسته‌ای و قطعنامه‌ها علیه ایران
شما فکر می‌کنید اگر جمع شوید و کاغذ پاره صادر کنید، می‌توانید جلوی پیشرفت ملت ایران را بگیرید، شما در بیست و هشت سال گذشته ما را محاصره اقتصادی و تحریم کردید، اما امروز ملت ایران هسته‌ای است.

در واکنش به تحریم‌های شورای امنیت در سال ۱۳۸۵
سیاست تأکید بر روابط با کشورهای جهان سوم و استراتژی تهاجمی دولت احمدی‌نژاد در عرصه سیاست خارجی، بدون نظر داشت به واقعیت‌های موجود و تأکید صرف بر امنیت محوری به جای رویکرد توسعه ای و همکاری طلبانه، هزینه‌های متعددی را به دنبال داشت و برای ایران کم‌هزینه نبود. مهم‌ترین پرونده سیاست خارجی در دوران وی پرونده هسته‌ای ایران بود. مذاکراتی که با مدیریت او خیلی سریع راهی شورای امنیت شد. در ۲۰ دی ۱۳۸۴ ایران به منظور غنی‌سازی اورانیوم مهر و موم تأسیسات هسته‌ای خود را شکست. در ۱۵ بهمن همین سال شورای حکام تصویب کرد که پرونده هسته‌ای ایران به شورای شورای امنیت سازمان ملل متحد ارجاع شود. با عمل نکردن ایران به تعهدات بین‌المللی خود، بالاخره در تاریخ ۹ مرداد ۱۳۸۵ نخستین قطعنامه شورای امنیت علیه ایران به شماره ۱۶۹۶ به تصویب رسید. پس از گذشت پنج ماه، در دوم دی ماه ۱۳۸۵، قطعنامه ۱۷۳۷ که سخت‌تر از مورد قبلی بود به تصویب این شورا رسید. در این قطعنامه ایران ذیل ماده ۴۱ فصل هفتم منشور ملل متحد رفت. در این قطعنامه اتفاقی تازه برای ایران رخ داد و آن رفتن پرونده ایران ذیل فصل هفتم منشور ملل متحد بود. پس از این نیز قطعنامه ۱۷۴۷، قطعنامه ۱۸۰۳، قطعنامه ۱۸۳۵ و قطعنامه ۱۹۲۹ علیه ایران صادر شد. شدیدترین قطعنامه یک روز بعد از بیانیه تهران که بین سه کشور ترکیه، ایران و برزیل امضا شده بود، با نام قطعنامه ۱۹۲۹ در شورای امنیت سازمان ملل متحد تصویب شد که این عملاً به معنای مجوز اقدام نظامی علیه ایران بود. محمود احمدی‌نژاد در ادامه دومین روز از بیست و ششمین سفر استانی خود در جمع مردم شهرستان میبد، در واکنش به قطعنامه‌های سازمان ملل، آن را کاغذ پاره خواند. اتحادیه اروپا، شورای همکاری خلیج فارس و ناتو نیز علیه سیاست‌های ایران بیانه‌هایی صادر نمودند که این موضوع با تنزل جایگاه بین‌المللی و انزوای همه‌جانبه ایران همراه شد. به گزارش ایران اکونومیست، براساس پژوهش‌هایی که از سوی مجمع تشخیص مصلحت نظام انجام شد، در سال ۱۳۹۰ تحریم‌ها ۱۰۲ میلیارد دلار به ایران خسارت وارد کرد. در سال ۱۳۹۱ به میزان ۱۶۰ میلیارد دلار و سال ۱۳۹۲ نیز بین ۱۶۰ تا ۲۰۰ میلیارد دلار خسارت تحریم‌های اتخاذ شده بوده است.

### حاشیه و جنجال‌ها

###### هاله نور
احمدی‌نژاد پس از نخستین دیدار از نیویورک و شرکت در اجلاس عمومی سازمان ملل و در سفر بعدی خود به قم، بر اساس فیلم‌ها و اخبار پخش شده در حضور جوادی آملی سخن از «هالهٔ نوری» می‌گفت که در مدت سخنرانی دور او را گرفته بود.
معاون اولی اسفندیار رحیم‌مشایی
محمود احمدی‌نژاد با آغاز دور دوم ریاست‌جمهوری خود در تابستان ۱۳۸۸، اسفندیار رحیم مشایی را به عنوان معاون اولش برگزید. این تصمیم انتقادهای شدید محافظه‌کاران را برانگیخت و از جمله روزنامه کیهان (نزدیک به رهبر ایران)، این اقدام رئیس‌جمهور را «دهن‌کجی به بزرگان» خواند. سرانجام پس از بیش از یک هفته متن دستور علی خامنه‌ای به احمدی‌نژاد مبنی بر برکناری مشایی منتشر شد. خامنه‌ای در نامه خود انتصاب مشایی را «کان لم یکن» خوانده بود. پس از انتشار نامه روشن شد که رهبر ایران این دستور را دو روز بعد از انتصاب مشایی به رئیس‌جمهور ابلاغ کرده بود، اما محمود احمدی‌نژاد یک هفته از پذیرش آن خودداری کرده و پس از علنی شدنش ناگزیر به اجرایش شده بود.
زنده باد بهار

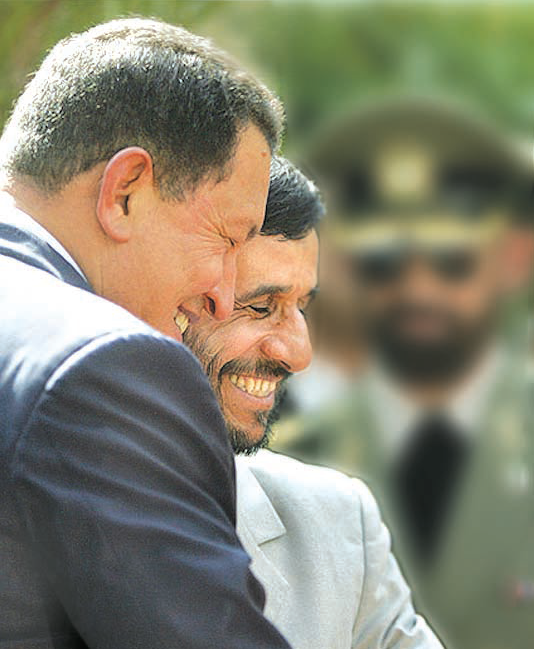
احمدی‌نژاد در کنار هوگو چاوز، ۱۹ ژوئیه ۲۰۰۶

حمایت احمدی‌نژاد از اسفندیار رحیم مشایی برای یازدهمین انتخابات ریاست‌جمهوری ایران سبب انتقادهای بسیاری شد. احمدی‌نژاد در ۲۲ بهمن ۱۳۹۱ سخنرانی خود در میدان آزادی را با تکرار سه‌بارهٔ عبارت «زنده باد بهار» به پایان برد؛ کاری که پیش‌تر در سازمان ملل هم کرده بود. محمداسماعیل کوثری، نماینده مجلس و یکی از فرماندهان سابق سپاه پاسداران، با انتقاد از سخنرانی او گفت: «اگر این شعار، شعار نامزد دولت برای انتخابات آتی باشد، این امر تخلف قطعی و به نوعی مهندسی انتخابات است». در همان روزی که احمدی‌نژاد شعار «زنده باد بهار» را در میدان آزادی سر داد، عده‌ای در قم سخنرانی علی لاریجانی، رئیس وقت مجلس را به هم زدند و با پرتاب اشیاء به وی حمله کردند. گفته می‌شد این افراد پوسترهایی با شعار «زنده باد بهار» در دست داشتند. با نزدیک شدن به انتخابات، احمدی‌نژاد و مشایی به کرات از شعارهای «بهاری» استفاده کردند.
مرگ هوگو چاوز
احمدی‌نژاد در پیامی به مناسبت درگذشت هوگو چاوز از وی ستایش عجیبی نمود و گفت که چاوز به همراه امام دوازدهم شیعیان باز خواهد گشت. این سخنان انتقادهای مراجع تقلید و نمایندگان مجلس ایران را در پی داشت. محمود احمدی‌نژاد سه روز بعد برای شرکت در مراسم خاکسپاری هوگو چاوز راهی کاراکاس شد. در آغوش کشیدن مادر هوگو چاوز برای دلداری او در این مراسم انتقادهای بیشتری را در ایران برانگیخت.
شب‌گردی برای یافتن حجت بن الحسن
احمد احمدی، عضو شورای عالی انقلاب فرهنگی فاش کرده که محمود احمدی‌نژاد از اعضای این شورا خواسته بود کوچه‌ها را برای یافتن حجت بن الحسن جستجو کنند. وی افزوده بخش قابل توجهی از جلسات این شورا از سوی احمدی‌نژاد به این قبیل اظهارنظرها اختصاص داشت و رئیس دولت دهم می‌گفت باید دربارهٔ زیارت «جامعه کبیره» بحث کنیم.

## پس از ریاست‌جمهوری

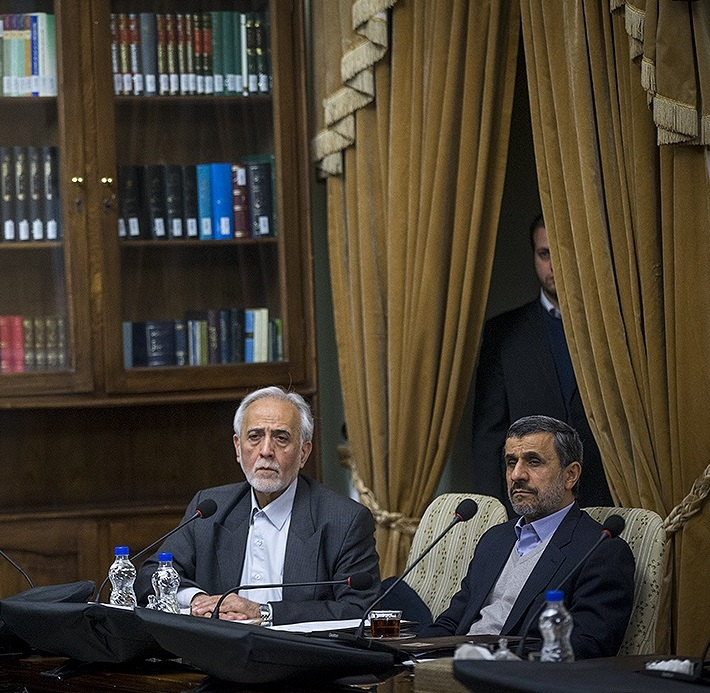
احمدی‌نژاد پس از پایان دورهٔ ریاست جمهوری به حکم رهبر ایران به عضویت در مجمع تشخیص مصلحت نظام درآمده است.

محمود احمدی‌نژاد در روزهای پایانی دولت دهم، مجوز تأسیس یک دانشگاه بین‌المللی را از شورای عالی انقلاب فرهنگی گرفت. احمدی‌نژاد هنگام تحویل نهاد ریاست جمهوری به روحانی اعلام کرد پس از اتمام دولت دهم، در دانشگاه خود به فعالیت خواهد پرداخت. هر چند بر طبق اظهارات اولیه نام دانشگاه دانشگاه جامع بین‌المللی ایرانیان عنوان شده بود، اما کامران دانشجو اعلام کرد دانشگاه جامع بین‌المللی احمدی‌نژاد، چنین عنوانی ندارد. روزنامه «بهار» در گزارشی نوشت ۱۶ میلیارد تومان از حساب ریاست‌جمهوری در روز آخر ریاست‌جمهوری محمود احمدی‌نژاد به حساب دانشگاه ایرانیان واریز شده است. شورای عالی انقلاب فرهنگی و دولت جدید پس از روی کار آمدن با فعالیت این دانشگاه مخالفت کردند.

### عضویت در مجمع تشخیص مصلحت نظام
احمدی‌نژاد در ۱۳ مرداد ۱۳۹۲ توسط حکم رهبر ایران به عنوان یک شخص حقیقی به عضویت مجمع تشخیص مصلحت نظام درآمد. وی جانشین حسن روحانی شد که به عنوان یازدهمین رئیس‌جمهور ایران از طرف مردم انتخاب شد. احمدی‌نژاد در دوران ریاست‌جمهوریش بیشترین غیبت را در جلسات مجمع به اسم خود ثبت کرده و انتقادات متفاوتی را نسبت به اعضای آن مطرح کرده است. غیبت‌های بدون توجیه احمدی‌نژاد در زمان عضویتش به عنوان شخص حقیقی در مجمع نیز ادامه یافت. احمدی‌نژاد در نخستین جلسه مجمع که پس از روی کار آمدن دولت یازدهم برگزار شده بود، (۲۶ مرداد) بازهم غیبت کرد تا همچنان در طول سال‌های ۱۳۸۴ تا مرداد ۱۳۹۲، تنها در دو جلسه از مجموعه جلسات مجمع شرکت کرده باشد.

### سفرهای داخلی
احمدی‌نژاد پس از اتمام ریاست جمهوری نیز سفرهای استانی خود را ادامه داد و در بسیاری از استان‌ها حضور پیدا کرد. روزنامه ابتکار اهداف این سفرها را عوام گرایی و دست گذاشتن روی جمعیت روستایی و حاشیه‌نشین برای جلب افکار عمومی و فعالیت‌های انتخاباتی زود هنگام قلم داد کرد.

### احضار به دادگاه
در ۲۷ خرداد ۱۳۹۲ احضاریه‌ای از طرف دادگاه کیفری استان تهران به دست احمدی‌نژاد رسید که در محتوای آن خبر شکایت علی لاریجانی و یعقوب خلیل‌نژاد از احمدی‌نژاد مطرح شده بود و به موجب این حکم، وی می‌بایست در روز ۵ آذر ۱۳۹۲ در شعبه ۷۶ دادگاه کیفری استان تهران حاضر شود تا به شکایات مطرح شده پاسخ گوید. احمدی‌نژاد نخستین رئیس‌جمهور ایران پس از انقلاب ۱۳۵۷ است که به دادگاه احضار می‌شود. بر اساس اعلام محمدعلی پورمختار، موضوع شکایت از احمدی‌نژاد شامل مواردی چون «عدم معرفی به موقع وزیر ورزش و جوانان به مجلس» و «عدم ارائه اساسنامه شرکت نفت» بوده است. دادگاه در تاریخ مربوط برگزار نشد. در ۱ تیر ۱۳۹۴ نیز وی مجدداً به دادگاه فراخوانده شد که همانند ۵ آذر ۱۳۹۲ از رفتن به دادگاه امتناع ورزید.
محمدرضا خباز، نماینده اصلاح طلب ادوار مجلس و از مخالفان احمدینژاد در ۱۶ مرداد ۱۳۹۵، گفت «احمدی‌نژاد شش پرونده قوی و محکم با رای مجلس دارد؛ یعنی شش دفعه در کمیسیون اصل نود، متخلف بودن آقای احمدی‌نژاد محرز شده، موضوع به صحن مجلس آمده و نمایندگان تخلف‌ها را تأیید کرده‌اند بعد از آن به قوه قضائیه رفته است، چون محاکمه و مجازات در اختیار قوه قانونگذار نیست. اگر قوه قضائیه فقط به یکی از پرونده‌های ایشان رسیدگی کند، ایشان برای همه عمرش از تمامی سمت‌ها محروم خواهد شد و نخواهد توانست در هیچ سمتی ثبت نام کند چه برسد به ریاست جمهوری». در مقابل، بسیاری از حقوقدانان و استادان دانشگاه ضمن انتقاد به این اقدام، نظر دیگری را اعلام داشتند که بنا به آن، اساساً دادگاه عمومی صلاحیت محاکمه رئیس جمهور را ندارد و باید دیوان عالی کشور به این موضوع بپردازد.

### سفر به ترکیه
احمدی‌نژاد در طی سفر خود به بورسای ترکیه برای حضور در مراسم یادبود چهارمین سالگرد درگذشت نجم الدین اربکان نخست‌وزیر سابق ترکیه، به رغم منع دولت مردان ایرانی از مصاحبه با بی‌بی‌سی، با خبرنگار بخش فارسی بی‌بی‌سی مصاحبه کرد. حاشیه دیگر این بود که چند نفر با در دست داشتن پرچم مخالفان سوریه به سخنرانی احمدی‌نژاد در حین این مراسم اعتراض کردند.

### شکایت از جهانگیری
در چهارم مرداد ۹۴، سید عادل حیدری، وکیل محمود احمدی‌نژاد از شکایت موکلش علیه اسحاق جهانگیری به اتهام افترا و نشر اکاذیب خبر داد. وی بیان کرد: «شکایت قضایی علیه آقای اسحاق جهانگیری، نخستین اقدام در مواجهه قانونی با تبلیغات مسموم و اتهام زنی‌های ناحق علیه دولت قبل محسوب می‌شود و البته آخرین اقدام نیز نخواهد بود و علیه دیگر افترا زنندگان، در هر موقعیتی که باشند، اقامه دعوی خواهد شد.» دفتر معاون اول رئیس‌جمهوری در پی اظهارات وکیل رئیس‌جمهور سابق مبنی بر شکایت محمود احمدی‌نژاد از اسحاق جهانگیری، از این اقدام استقبال کرد. چندی بعد غلامحسین محسنی اژه‌ای، سخنگوی قوه قضاییه اعلام کرد که در رابطه با شکایت احمدی‌نژاد، از معاون اول رئیس‌جمهور، رئیس قوه قضاییه قرار منع تعقیب صادر نموده است. پس از مدتی نیز شکایت احمدی‌نژاد از جهانگیری رد شد.

### دور دوازدهم انتخابات ریاست جمهوری (۱۳۹۶)

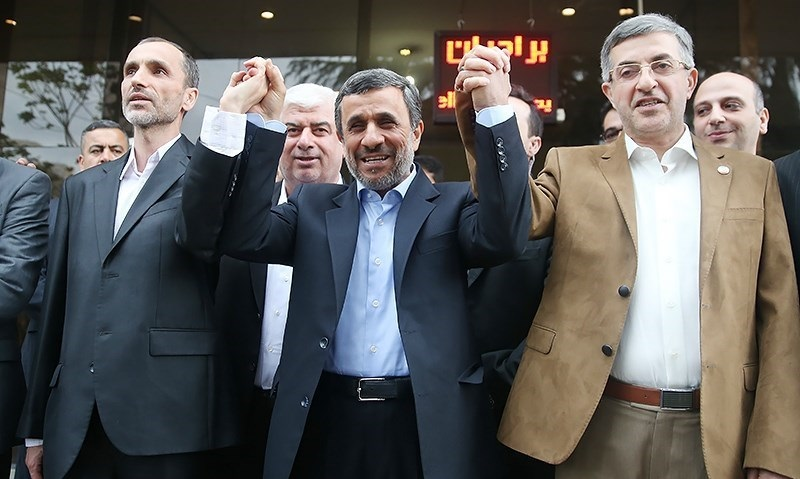
احمدی‌نژاد در سال‌های پس از ریاست جمهوری به کرات با معاونان سابقش حمیدرضا بقایی و اسفندیار رحیم مشایی همراهی و از آنان در برابر اتهامات دفاع کرده است.

در اواسط سال ۱۳۹۵، علی خامنه‌ای رهبر ایران با صراحت اعلام کرد که: «مخالف حضور او در انتخابات ریاست جمهوری دوره دوازدهم است». یک روز پس از مخالفت آشکار رهبر ایران، احمدی‌نژاد در نامه‌ای به او گفت: «ضمن تشکر از بیانات مهم حضرت عالی در جلسه درس خارج فقه مورخ پنجم مهرماه جاری، به استحضار می‌رسانم که در عمل به منویات رهبر بزرگوار انقلاب، برنامه‌ای برای حضور در عرصه رقابت‌های انتخاباتی سال آینده ندارم.» احمدی‌نژاد با وجود این مخالفت علنی رهبر ایران و این که گفته بود در انتخابات دور دوازدهم ریاست جمهوری کاندید نمی‌شود، در ۲۳ فروردین ۱۳۹۶ در این انتخابات نامزد شد؛ اما صلاحیت وی مورد تأیید شورای نگهبان قرار نگرفت. او و بقایی در بیانیه‌ای اعلام کردند در این انتخابات از هیچ نامزدی حمایت نمی‌کنند.

### فشار بر نزدیکان و نامه به رهبری
در سال ۱۳۹۶ قوه قضاییه ایران، نزدیکان احمدی‌نژاد از جمله حمید بقایی و اسفندیار رحیم مشایی را مورد پیگرد قضایی قرار داد. این اقدامات باعث اعتراض شدید احمدی‌نژاد به مسئولان نظام و قوای سه‌گانه شد. بقایی در ۲۲ اسفند برای گذراندن حکم ۱۵ سال زندان خود بازداشت شد. بر اساس حکم بقایی، او سه میلیون و ۷۶۶ هزار یورو و همچنین ۵۹۰ هزار دلار از مبلغ اختصاص یافته «برای امور مربوط به کشورهای آفریقایی» از سوی سپاه پاسداران را اختلاس کرده است. احمدی‌نژاد در نامه‌ای به قاسم سلیمانی فرمانده نیروی برون مرزی سپاه به تاریخ ۲۱ دی که در اسفند منتشر شد از او خواست به گونه‌ای عمل کند که «شریک این ظلم بزرگ» نشود. مشایی نیز که حکم دادگاه برای بقایی را در برابر سفارت بریتانیا به آتش کشیده بود، دو روز بعد دستگیر شد. او در نامهٔ دیگری به تاریخ ۲۵ اسفند از سکوت سلیمانی در خصوص پرونده بقایی انتقاد کرد و تهدید کرد مراودات کاری خود و سلیمانی را منتشر خواهد کرد. احمدی‌نژاد در واکنش در بیانیه‌ای مسئولان قوه قضاییه را «پیشانی سفیدان فساد» خواند و محاکمه او را یک «نمایش سخیف و شرم آور» دانست.
در ۲۷ اسفند ۱۳۹۶ دو نامه احمدی‌نژاد به خامنه‌ای رهبر ایران که در در ۳۰ بهمن و ۲۲ اسفند نوشته شده‌اند و از اوضاع کشور به شدت گلایه کرده بود در سایت نزدیک به او منتشر شد. او در این نامه‌ها سه سیاست امنیتی و بستن فضای کشور، تبلیغ این امر که همه‌جا بدتر از ایران است و عدم شفافیت را باعث تداوم و تعمیق مشکلات و انباشت نارضایتی عمومی در سه دهه اخیر دانست و از وضع زندان‌ها انتقاد کرد. او ثروت نهادهای زیر نظر رهبری را ۷۰۰ هزار میلیارد تومان عنوان کرد و نوشت مردم از نحوه عملکرد این نهادها بی‌اطلاعند. او همچنین خواهان خروج نهادهای نظامی از فعالیت‌های اقتصادی شد.
۴۳ مقام ارشد دولت احمدی‌نژاد در ۲۳ فروردین ۱۳۹۷ در بیانیه‌ای از او به خاطر نامه نگاری‌های «غیرمتعارف»، طرح خواسته برگزاری انتخابات زودهنگام و «تضعیف ارکان نظام اسلامی» و استفاده او از عبارت مهندسی انتخابات انتقاد کرده و او را به فاصله‌گیری از شعارهای انقلابی متهم کردند. آن‌ها از او خواستند به «ولایت پذیری» بازگردد.

### بست‌نشینی
احمدی‌نژاد در شب دهم فروردین ۱۳۹۷ در اعتراض به بازداشت مشایی و بقایی در امامزاده صالح تهران به بست‌نشینی روی آورد، به‌طوریکه وی در هنگام تحویل سال در همین مکان حضور یافته بود. بست نشینی اول یاران احمدی‌نژاد با تنش و حاشیه‌هایی همراه بود که به گفته آن‌ها همین تنش و حاشیه‌ها باعث شد، متوقف شود. اما یاران احمدی‌نژاد در دی ماه دوباره اعلام کردند که قصد دارند در اعتراض به «اقدامات غیرقانونی و زورگویانه» قوه قضائیه بار دیگر در حرم شاه عبدالعظیم در شهر ری بست بنشینند. این دو بست نشینی بی هیچ نتیجه مثبتی برای یاران احمدی‌نژاد به پایان رسید. با این حال، این بست‌نشینی‌ها متوقف نشد و در مدل جدیدی به جای جنوب شهر و شاه عبدالعظیم به شمال شهر در امام‌زاده صالح ادامه یافت.

### مصاحبه با رادیو اروپای آزاد/رادیو آزادی
روز ۲۸ شهریور ۱۳۹۹، رادیو فردا مصاحبه تصویری با احمدی‌نژاد منتشر کرد. خبرنگار از او پرسید که در کنار نامه نگاری و تاسف خوردن برای جنگ یمن، آیا برای کشته شدگان سال ۱۳۸۸ هم تاسف می‌خورد؟ او پاسخ داد که «بله» ولی وقتی خبرنگار پرسید که چرا در آن موقع «چیزی نگفتید و اعتراضی نکردید» گفت: «چرا اعلام کردم، مستند معلوم است و موجود است. ما الان در سال ۹۹ هستیم، ۱۱ سال گذشته باید به فکر مسائل امروز باشیم». او در پاسخ به اینکه «حرفی زدید که از آن پشیمان باشید؟» گفت اصلاً پشیمان نیست و برای نامیدن معترضان سال ۸۸ به «خس و خاشاک» گفت «نه، این یک تحریفی است که انجام شده» و در جواب به اینکه «تحریف نیست… این را شما گفتید.»، گفت «بله، آن کسانی که شیشه می‌شکستند، آتش می‌زدند اموال مردم را. نه مردمی‌که تظاهرات می‌کردند».
او در پاسخ به حصر خانگی میرحسین موسوی، زهرا رهنورد و مهدی کروبی گفت: «من با حصر و زندانی شدن و محدودیت برای هر انسانی، در هر زمینه‌ای، مخالفم این را بارها اعلام کرده‌ام.» او در پاسخ به اینکه «چرا این حرف را در زمان ریاست جمهوری اش نزد» گفت «آن موقع هم اعلام کردم». احمدی‌نژاد در پاسخ به شرکت در انتخابات ۱۴۰۰ گفت «هنوز در این مورد نظری ندارم.» و در جواب به اینکه «تصمیم گرفتید یا نه» به‌طور کلی موضوع را عوض کرد و مهم بودن «شرایط امروز، جهان، منطقه» را به بحث کشاند و پاسخ مشخصی نداد.
احمدی‌نژاد در پاسخ به «برای دسترسی به توئیتر از چه فیلترشکنی استفاده می‌کنید؟» گفت: «من یادم نمی‌آید، در اینجا فیلتر به این معنا نیست. همان‌ها که فیلتر می‌کنند در ایران خودشان فیلترشکن می‌فروشند.». او در جواب به فشار وزارت اطلاعات بر کارکنان رادیو فردا و رسانه‌های فارسی‌زبان دیگر، گفت: «هرگز، من آن موقع هم موافق نبودم و نظرم را اعلام کردم.» و «... من اطلاعی ندارم…» و «... ادعاهایی می‌کنید که من اطلاع ندارم…».
رادیو فردا این مصاحبه را «وقتی همه چیز را تکذیب می‌کند» نام گذاری کرد. خبر آنلاین طی یک گزارش نوشت او «حرف تازه‌ای برای گفتن ندارد» و هر سؤالی که خبرنگار می‌پرسد را انکار می‌کند و احمدی‌نژاد «بیشتر از آن که محتوای جدیدی برای ارائه کردن داشته باشد به دنبال مطرح کردن خود است و به نظر می‌رسد باز هم انگیزه‫ای در سر دارد». این وبگاه او را متهم به «فعال شدن در ماه‌های منتهی به انتخابات» کرد و گفت احمدی‌نژاد در پاسخ به سوالات «تلاش می‌کند بحث را عوض کند». روزنامه ابتکار هم این گزارش خبرآنلاین را تیتر روزنامه خود کرد.

### نامه به دونالد ترامپ و بن سلمان
احمدی‌نژاد که در دوران ریاست جمهوری نامه‌های بی‌پاسخ زیادی به سران دنیا نوشت، پس از پایان ریاستش هم دست از نامه‌نگاری برنداشت و در سال‌های اخیر نامه‌هایی را به برخی رهبران کشورها ارسال کرده است. نامه او در سال ۱۳۹۸ به دونالد ترامپ رئیس‌جمهور وقت آمریکا و در سال ۱۳۹۹ به محمد بن سلمان ولیعهد عربستان سعودی از جمله این نامه‌نگاری‌ها به حساب می‌آید.

### دور سیزدهم انتخابات ریاست جمهوری (۱۴۰۰)

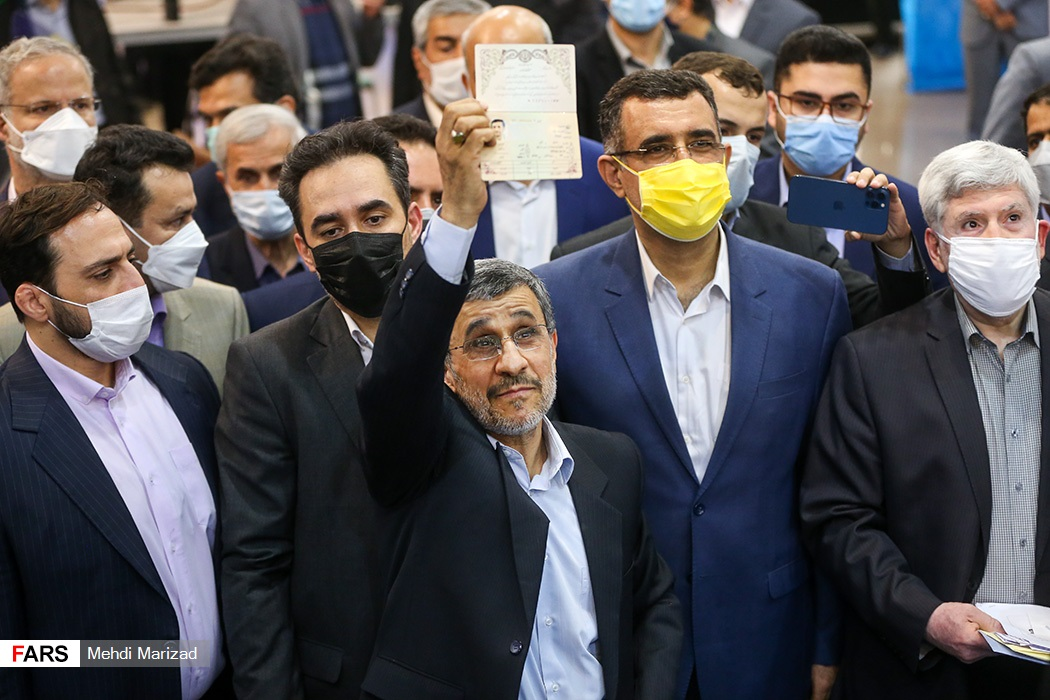
احمدی‌نژاد در ستاد کشور برای ثبت نام در دور سیزدهم انتخابات ریاست جمهوری

احمدی‌نژاد فعالیت‌های انتخاباتی خود را ماه‌ها قبل از انتخابات ۱۴۰۰ شروع کرد. او در مکان‌هایی که با مردم دیدار می‌کرد، ادعاهایی علیه حکومت و مسئولان جمهوری اسلامی مطرح کرد. در بهمن ۱۳۹۹، ایندیپندنت فارسی ادعا کرد که احمدی‌نژاد با مجتبی خامنه‌ای دیدار کرده و مجتبی خامنه‌ای علاوه بر حمایت از دیدگاه‌های وی، از نامزدی احمدی‌نژاد در انتخابات ریاست‌جمهوری ۱۴۰۰ نیز حمایت کرده است. مهدی فضائلی، عضو دفتر علی خامنه‌ای و یکی از نزدیکان احمدی‌نژاد، این دیدار را تکذیب کرد.
برخی رسانه‌های ایران ادعاهای او را ساختگی دانستند و معتقدند که او این اظهارات را برای خودنمایی و مطرح سازی در صدر اخبار انجام می‌دهد و برخی معتقدند که این حاشیه‌ها از قبل هماهنگ شده است.
از جمله ادعاهایی که احمدی‌نژاد پیش از انتخابات ۱۴۰۰ مطرح کرد شامل برنامه‌ریزی برای ترور او تزریق واکسن کرونا به مسئولان جمهوری اسلامی خریدن جزیره خصوصی برای مسئولان عقب انداختن انتخابات به بهانه تشدید کرونا توسط مسئولان و دست بوسی حداد عادل برای فرح پهلوی بود.
او در تاریخ ۲۲ اردیبهشت ۱۴۰۰ به صورت رسمی برای نامزدی انتخابات ریاست جمهوری ۱۴۰۰ ثبت نام کرد. او گفت «اگر رد صلاحیت شوم انتخابات را تأیید نمی‌کنم و رای نمی‌دهم.»
در نهایت احمدی‌نژاد برای سیزدهمین دورهٔ انتخابات ریاست جمهوری رد صلاحیت شد. او پس از رد صلاحیت اعلام کرد که رای نمی‌دهد و از هیچ نامزدی هم حمایت نخواهد کرد و انتخابات را تحریم کرد.

### تحریم از سوی وزارت خزانه‌داری آمریکا
روز دوشنبه ۱۸ سپتامبر ۲۰۲۳ وزارت خزانه‌داری آمریکا، احمدی‌نژاد را به دلیل «بازداشت نادرست شهروندان آمریکا» و «انتصاب دو وزیر اطلاعات شامل غلام‌حسین محسنی اژه‌ای و حیدر مصلحی، و مشارکت این وزارتخانه در ربودن باب لوینسون و سه کوهنورد آمریکایی به نام‌های شین بوور، جاشوا فاتال، و سارا شورد» تحریم کرد.

### انتخابات زودهنگام دور چهاردهم ریاست‌جمهوری (۱۴۰۳)
پس از سانحه سقوط بالگرد ورزقان در اردیبهشت ۱۴۰۳ و فوت هشتمین رئیس‌جمهور ایران، طبق قانون اساسی جمهوری اسلامی، ظرف ۵۰ روز انتخابات ریاست جمهوری برای انتخاب رئیس‌جمهور بعدی صورت می‌پذیرد. در فیلمی منتشر شده عده‌ای از طرفداران احمدی‌نژاد با حضور درب منزل وی از او می‌خواهند تا به عنوان کاندیدا در انتخابات پیش‌رو حضور یابد. احمدی‌نژاد در این فیلم و خطاب به طرفدارانش می‌گوید: «بنده دلم پر از عشق به همه مردم ایران است و هر زمان برای خدمت به مردم و کشور و آرمان‌ها و ارزش‌های انسانی کاری از دستم برآید، قطعاً کوتاهی نخواهم کرد اما همه جوانب باید سنجیده شود. بالاخره شرایط کشور چه از لحاظ داخلی و چه از لحاظ خارجی شرایط ویژه ای است و من هم فقط نفع و مصلحت مردم و کشور را در نظر می‌گیرم، درحال حاضر بنده درحال بررسی هستم، شما هم دعا کنید آنچه صلاح مردم و کشور است رخ بدهد و این خادم کوچک هم بتواند بهترین تصمیم را به نفع کشور بگیرد». این صحبت‌ها درحالی انجام شد که احمدی‌نژاد در دو دورهٔ گذشتهٔ انتخابات ریاست جمهوری، توسط شورای نگهبان رد صلاحیت شده بود. پیش از این نیز حضور او با پیراهن سفید در افتتاحیهٔ مجلس ششم خبرگان رهبری، دو روز پس از فوت رئیس‌جمهور وقت خبرساز شده بود.
احمدی‌نژاد در ۱۳ خرداد ۱۴۰۳ با حضور در وزارت کشور برای انتخابات ریاست‌جمهوری دوره چهاردهم ثبت‌نام کرد، اما برای سومین بار رد صلاحیت شد.

## زندگی شخصی

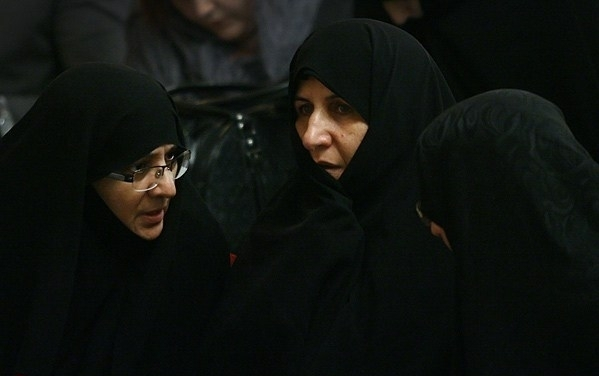
اعظم السادات فراحی (چپ) و پروین احمدی‌نژاد، در همایش بین‌المللی نقشه راه احیای حقوق بشر و میثاق حقوق زن در اسلام، ژانویهٔ ۲۰۲۰‏

احمدی‌نژاد در سال ۱۳۵۹ با اعظم السادات فراحی ازدواج کرد. او دو پسر و یک دختر دارد. مهدی خورشیدی آزاد داماد او و طیبه رحیم مشایی، دختر اسفندیار رحیم مشایی، عروس اوست. او پنج نوه دارد.
پروین احمدی‌نژاد، خواهر بزرگتر او در سومین دوره انتخابات شورای اسلامی شهر تهران انتخاب گردید. برادر بزرگتر او داوود احمدی‌نژاد (۱۳۲۸–۱۳۹۶) در دولت نهم به مدت کوتاهی بازرس ویژه ریاست‌جمهوری بود که به دلیل اختلافش با محمود احمدی‌نژاد بر سر انتصاب علی کردان به پست وزارت کشور و نیز تأثیرپذیری احمدی‌نژاد از مشایی در سال ۱۳۸۷ از این سمت کنار رفت.

#### عقاید شخصی
محمود احمدی‌نژاد؛ رئیس‌جمهور پیشین ایران در رابطه با اسلام و ادیان پیشین اظهار نموده است که:
عزیزان من اسلام یک دین جهانی است و خداوند یک دین بیشتر نفرستاده است. خداوند دینی به نام مسیحیت و یهودیت نفرستاده است. حضرت ابراهیم (ع) منادی اسلام بود، حضرت موسی و حضرت عیسی نیز منادی دین اسلام بودند. خداوند یک دین بیشتر نفرستاده است و آن اسلام است، پیامبر عزیز ما متعلق به تمام جهان است که پیامبر خاتم است. ایشان پیامبر مردم آمریکا، اروپا و آسیا نیز است. پیامبر بودایی‌ها نیز است و آمده است تا همه را نجات دهد.

## تصویر عمومی
دوران ریاست‌جمهوری
| تاریخ پیمایش             | مجری / کارفرما                       | اندازهٔنمونه | حاشیهٔخطا | بسیارعلاقه‌مند | تا حدیعلاقه‌مند | تا حدیبی‌علاقه | بسیاربی‌علاقه | نمی‌شناسم | نظری ندارم | منبع    |
| ------------------------ | ------------------------------------ | ----------- | -------- | ------------- | -------------- | ------------- | ------------ | -------- | ---------- | ------- |
| ۱۹ اسفند – ۲۵ اسفند۱۳۸۷  | دانشگاه تهران                        | —           | ٪±۴      | ۳۴٪           | ۳۹٪            | ۱۲٪           | ۱۴٪          | ۱٪       | ۱٪         | [ ۳۱۸ ] |
| ۸ شهریور – ۱۶ شهریور۱۳۸۹ | کارْنِی ریسِرْچ / انیستیتو صلح بین‌المللی | ۷۰۲         | ٪±۳٫۷    | ۵۸٪           | ۲۳٪            | ۷٪            | ۴٪           | ۴٪       | ۳٪         | [ ۳۱۹ ] |

بعد از ریاست‌جمهوری
مرکز مطالعات بین‌المللی و امنیتی مریلند (CISSM) وابسته به مدرسه سیاست عمومی دانشگاه مریلند، نتایج پژوهش‌های خود در افکار عمومی در ایران را به صورت دوره‌ای منتشر می‌کند. تغییرات محبوبیت احمدی‌نژاد در افکار عمومی ایران براساس یافته‌های این مرکز، به شرح جدول زیر است:
| تاریخ پیمایش                  | مجری / کارفرما                 | اندازهٔنمونه | حاشیهٔخطا | بسیارعلاقه‌مند | تا حدیعلاقه‌مند | تا حدیبی‌علاقه | بسیاربی‌علاقه | نمی‌شناسم | نظری ندارم | منبع |
| ----------------------------- | ------------------------------ | ----------- | -------- | ------------- | -------------- | ------------- | ------------ | -------- | ---------- | ---- |
| ۲۰ تیر – ۲۶ تیر۱۳۹۳           | دانشگاه تهران / دانشگاه مریلند | ۱٬۰۳۷       | ٪±۳٫۱    | ۳۴٪           | ۳۳٪            | ۱۴٪           | ۱۶٪          | ۱٪       | ۳٪         |      |
| ۱۷ مرداد – ۲۷ مرداد۱۳۹۴       | ایران‌پل / دانشگاه مریلند       | ۱٬۰۰۰       | ٪±۳٫۲    | ۲۷٫۵٪         | ۳۳٫۵٪          | ۱۳٫۰٪         | ۲۲٫۸٪        | ۰٫۲٪     | ۳٫۰٪       |      |
| ۸ دی – ۲۵ دی۱۳۹۴              | ایران‌پل / دانشگاه مریلند       | ۱٬۰۱۲       | ٪±۳٫۲    | ۲۴٫۲٪         | ۳۲٫۸٪          | ۱۵٫۰٪         | ۲۳٫۹٪        | ۰٫۴٪     | ۳٫۷٪       |      |
| ۱۳۹۵                          | ایران‌پل / دانشگاه مریلند       | ۱٬۰۰۷       | ٪±۳٫۲    | ۲۸٫۰٪         | ۳۷٫۳٪          | ۱۴٫۹٪         | ۱۶٫۱٪        | ۰٫۴٪     | ۳٫۳٪       |      |
| ۲۰ آذر – ۴ دی۱۳۹۵             | ایران‌پل / دانشگاه مریلند       | ۱٬۰۰۰       | ٪±۳٫۲    | ۲۷٫۲٪         | ۳۳٫۶٪          | ۱۳٫۹٪         | ۱۹٫۵٪        | ۰٫۴٪     | ۵٫۴٪       |      |
| ۱۸ اردیبهشت – ۲۱ اردیبهشت۱۳۹۶ | ایران‌پل / دانشگاه مریلند       | ۱٬۰۱۵       | ٪±۳٫۱    | ۲۲٫۹٪         | ۳۱٫۷٪          | ۱۵٫۱٪         | ۲۶٫۲٪        | ۰٫۸٪     | ۳٫۳٪       |      |
| ۲۶ دی – ۴ بهمن۱۳۹۶            | ایران‌پل / دانشگاه مریلند       | ۱٬۰۰۲       | ٪±۳٫۱    | ۱۸٫۹٪         | ۲۸٫۲٪          | ۱۶٫۸٪         | ۳۱٫۲٪        | ۰٫۴٪     | ۴٫۵٪       |      |
| ۲۸ فروردین – ۱۴ اردیبهشت۱۳۹۸  | ایران‌پل / دانشگاه مریلند       | ۱٬۰۰۴       | ٪±۳٫۱    | ۲۳٫۱٪         | ۲۸٫۶٪          | ۱۶٫۴٪         | ۲۷٫۸٪        | ۰٫۲٪     | ۴٫۷٪       |      |
| ۱۱ شهریور – ۱۱ مهر۱۳۹۹        | ایران‌پل / دانشگاه مریلند       | ۱٬۰۰۵       | ٪±۳٫۱    | ۲۲٫۲٪         | ۳۱٫۵٪          | ۱۷٫۵٪         | ۲۵٫۲٪        | ۰٫۵٪     | ۳٫۱٪       |      |
| ۷ بهمن – ۱۸ بهمن۱۳۹۹          | ایران‌پل / دانشگاه مریلند       | ۱٬۰۰۸       | ٪±۳٫۱    | ۲۳٫۲٪         | ۳۴٫۰٪          | ۱۶٫۸٪         | ۲۲٫۹٪        | ۰٫۵٪     | ۲٫۶٪       |      |

## کارزار انتخاباتی
| سال  | انتخابات            | رأی        | ٪     | رتبه | نتیجه              |
| ---- | ------------------- | ---------- | ----- | ---- | ------------------ |
| ۱۳۷۷ | شوراهای شهر و روستا |            |       |      | شکست               |
| ۱۳۷۸ | مجلس شورای اسلامی   | ۲۸۰٬۰۴۶    | ۹٫۵۵  | ۶۸   | شکست               |
| ۱۳۸۴ | ریاست‌جمهوری         | ۵٬۷۱۱٬۶۹۶  | ۱۹٫۴۳ | ۲    | راهیابی به دور دوم |
| ۱۳۸۴ | دور دوم ریاست‌جمهوری | ۱۷٬۲۸۴٬۷۸۲ | ۶۱٫۸۲ | ۱    | پیروزی             |
| ۱۳۸۸ | ریاست‌جمهوری         | ۲۴٬۵۲۷٬۵۱۶ | ۶۲٫۶۳ | ۱    | پیروزی             |
| ۱۳۹۶ | ریاست‌جمهوری         | —          | —     | —    | رد صلاحیت          |
| ۱۴۰۰ | ریاست‌جمهوری         | —          | —     | —    | رد صلاحیت          |
| ۱۴۰۳ | ریاست‌جمهوری         | —          | —     | —    | رد صلاحیت          |

## نشان‌های افتخار
نشان‌های افتخار ملی
- نشان انقلاب اسلامی (مدال): ۱۲ مرداد ۱۳۸۴

نشان‌های افتخار بین‌المللی
 بنین
-  نشان ملی بنین (صلیب بزرگ): ۱۴ آوریل ۲۰۱۳

 نیکاراگوئه
-  نشان اوگوستو سزار ساندینو: ۱۴ ژانویه ۲۰۰۷
-  نشان استقلال فرهنگی روبن داریو: ۱۴ ژانویه ۲۰۰۷

 ونزوئلا
-  نشان آزادی‌بخش (مدال): ۱۸ سپتامبر ۲۰۰۶

## یادداشت
1. ↑  ر.ک. به «احمدی‌نژاد مؤسس نشریه «جیغ و داد» در دانشگاه علم و صنعت بود!». همشهری ماه (۷۵). خرداد ۱۳۹۰. شاپا 1735-580X – به واسطهٔ انتخاب.
2. ↑  و آنچنان که او از افراد محلی شنیده است، این تغییر نام دلایل اقتصادی و مذهبی داشته است. پدر او که احمد نام داشته، نام خانوادگی خود و فرزندانش را به احمدی‌نژاد تغییر داده است . چند سال بعد، مطالبی مبنی بر این که احمدی‌نژاد ریشه یهودی دارد در منابع مختلفی منتشر شد. در سال ۱۳۸۸، این مطلب در رسانه‌هایی نظیر دیلی تلگراف انعکاس یافت و عنوان شد که صبورچیان، به معنای بافنده سبور (شال یهودیان) است و این نام در وزارت کشور در فهرست نام‌های خانوادگی یهودیان ثبت شده است . مئیر جاودانفر در مقاله‌ای در گاردین؛ این که سبور به معنای شال یهودیان است را رد کرد و با استناد به صحبت‌های رابرت تیت و کسری ناجی با مردم آرادان که تأیید کرده‌اند خانواده احمدی‌نژاد رنگرز بوده‌اند، می‌نویسد که یهودیان ایران به رنگرزی اشتغال ندارند. مادر احمدی‌نژاد سید است و پدر او هم بسیار مذهبی و معلم قرآن بوده است، بنابراین یهودی بودن خانواده او صحت ندارد.. بعدها، عنوان شد نام خانوادگی قبلی احمدی‌نژاد، «صباغیان» بوده است و نه سبورجیان (هر دو به معنای رنگرز). داوود احمدی‌نژاد در سال ۱۳۹۰ به هفته‌نامه آسمان گفت: «... بعد از انقلاب اعلام کردند که هر کسی فامیلی‌اش مشکل دارد یا خوشش نمی‌آید بیاید عوض کند. پدرم از آن فامیلی [صباغیان] خوشش نمی‌آمد لذا به واسطه اسم خودشان [احمد] فامیلشان را گذاشتند احمدی‌نژاد.» [پیوند مرده]